# Liste des matchs de l'équipe des Émirats arabes unis de football par adversaire
Cette liste présente les matchs de l'équipe des Émirats arabes unis de football par adversaire rencontré.
- Haut – A
- B
- C
- D
- E
- F
- G
- H
- I
- J
- K
- L
- M
- N
- O
- P
- Q
- R
- S
- T
- U
- V
- W
- X
- Y
- Z

## A

### Afrique du Sud
|   | Date             | Lieu  | Match                                | Score | Compétition                              |
| - | ---------------- | ----- | ------------------------------------ | ----- | ---------------------------------------- |
| 1 | 15 décembre 1997 | Riyad | Émirats arabes unis - Afrique du Sud | 1-0   | Coupe des confédérations 1997 (Groupe B) |

#### Bilan
Au 12 avril 2019 :
- Total de matchs disputés : 1
- Victoire de l'équipe d'Afrique du Sud : 0
- Victoire de l'équipe des Émirats arabes unis : 1
- Matchs nuls : 0

### Algérie
| Date             | Lieu                       | Match                         | Score | Compétition                                 |
| ---------------- | -------------------------- | ----------------------------- | ----- | ------------------------------------------- |
| 13 août 1973     |                            | Algérie - Émirats arabes unis | 2-0   | Match amical                                |
| 5 août 1985      | Settat Maroc               | Émirats arabes unis - Algérie | 1-0   | Jeux panarabes de 1985 (1er tour, groupe B) |
| 27 novembre 1988 | Dubaï, Émirats arabes unis | Émirats arabes unis - Algérie | 2-0   | Match amical                                |
| 24 novembre 1992 | Manama, Bahreïn            | Émirats arabes unis - Algérie | 0-0   | Match amical                                |
| 28 août 2008     | Le Touquet, France         | Algérie - Émirats arabes unis | 1-0   | Match amical                                |
| 5 juin 2010      | Fürth, Allemagne           | Algérie - Émirats arabes unis | 1-0   | Match amical                                |

#### Bilan
Au 12 avril 2019 :
- Total de matchs disputés : 6
- Victoires des Émirats arabes unis : 2
- Victoires de l'Algérie : 3
- Matchs nuls : 1

### Allemagne
Confrontations entre les Émirats arabes unis et l'Allemagne, :
| Date          | Lieu      | Match                           | Score | Compétition                    |
| ------------- | --------- | ------------------------------- | ----- | ------------------------------ |
| 15 juin 1990  | Milan     | RFA - Émirats arabes unis       | 5-1   | Coupe du monde 1990 (Groupe D) |
| 27 avril 1994 | Abou Dabi | Émirats arabes unis - Allemagne | 0-2   | Match amical                   |
| 2 juin 2009   | Dubaï     | Émirats arabes unis - Allemagne | 2-7   | Match amical                   |

#### Bilan
Au 12 avril 2019 :
- Total de matchs disputés : 3
- Victoires de l'équipe d'Allemagne : 3
- Matchs nuls : 0
- Victoires de l'équipe des Émirats arabes unis : 0

### Andorre

#### Confrontations
Confrontations entre les Émirats arabes unis et Andorre :
|   | Date         | Lieu   | Match                         | Score | Compétition  |
| - | ------------ | ------ | ----------------------------- | ----- | ------------ |
| 1 | 18 août 2018 | Grödig | Andorre - Émirats arabes unis | 0-0   | Match amical |

#### Bilan
Au 12 avril 2019 :
- Total de matchs disputés : 1
- Victoires des Émirats arabes unis : 0
- Matchs nuls : 1
- Victoires d'Andorre : 0
- Total de buts marqués par les Émirats arabes unis : 0
- Total de buts marqués par Andorre : 0

### Angola

#### Confrontations
Confrontations entre les Émirats arabes unis et l'Angola :
|   | Date            | Lieu      | Match                        | Score | Compétition  |
| - | --------------- | --------- | ---------------------------- | ----- | ------------ |
| 1 | 12 octobre 2010 | Abou Dabi | Émirats arabes unis - Angola | 0-2   | Match amical |

#### Bilan
Au 12 avril 2019 :
- Total de matchs disputés : 1
- Victoires des Émirats arabes unis : 0
- Matchs nuls : 0
- Victoires de l'Angola : 1
- Total de buts marqués par les Émirats arabes unis : 0
- Total de buts marqués par l'Angola : 2

### Arabie saoudite

#### Confrontations
Confrontations entre l'Arabie saoudite et les Émirats arabes unis :
|    | Date              | Lieu      | Match                                 | Score           | Compétition                                                          |
| -- | ----------------- | --------- | ------------------------------------- | --------------- | -------------------------------------------------------------------- |
| 1  | 19 mars 1972      | Riyad     | Arabie saoudite - Émirats arabes unis | 4-0             | Coupe du Golfe des nations 1972 (en)                                 |
| 2  | 23 mars 1974      | Koweït    | Arabie saoudite - Émirats arabes unis | 2-0             | Coupe du Golfe des nations 1974 (en) (gr. B)                         |
| 3  | 29 mars 1976      | Doha      | Arabie saoudite - Émirats arabes unis | 2-0             | Coupe du Golfe des nations 1976 (en)                                 |
| 4  | 24 mars 1979      | Bagdad    | Arabie saoudite - Émirats arabes unis | 2-1             | Coupe du Golfe des nations 1979 (en)                                 |
| 5  | 21 mars 1982      |           | Émirats arabes unis - Arabie saoudite | 1-0             | Coupe du Golfe des nations 1982 (en)                                 |
| 6  | 23 mars 1984      | Mascate   | Arabie saoudite - Émirats arabes unis | 1-0             | Coupe du Golfe des nations 1984 (en)                                 |
| 7  | 22 octobre 1984   | Djeddah   | Arabie saoudite - Émirats arabes unis | 1-0             | Tour préliminaire à la Coupe d'Asie des nations 1984 (gr. 2)         |
| 8  | 12 avril 1985     | Riyad     | Arabie saoudite - Émirats arabes unis | 0-0             | Tours préliminaires à la Coupe du monde 1986 (zone Asie, 1er tour)   |
| 9  | 19 avril 1985     | Dubaï     | Émirats arabes unis - Arabie saoudite | 1-0             | Tours préliminaires à la Coupe du monde 1986 (zone Asie, 1er tour)   |
| 10 | 8 août 1985       |           | Arabie saoudite - Émirats arabes unis | 1-0             | Jeux panarabes de 1985 (gr. B)                                       |
| 11 | 2 avril 1986      | Manama    | Émirats arabes unis - Arabie saoudite | 2-0             | Coupe du Golfe des nations 1986 (en)                                 |
| 12 | 13 mars 1988      | Riyad     | Arabie saoudite - Émirats arabes unis | 2-2             | Coupe du Golfe des nations 1988 (en)                                 |
| 13 | 21 octobre 1989   | Singapour | Arabie saoudite - Émirats arabes unis | 0-0             | Tours préliminaires à la Coupe du monde 1990 (zone Asie, tour final) |
| 14 | 6 novembre 1992   | Hiroshima | Arabie saoudite - Émirats arabes unis | 2-0             | Coupe d'Asie des nations 1992 (demi-finale)                          |
| 15 | 1er décembre 1992 | Doha      | Émirats arabes unis - Arabie saoudite | 1-0             | Coupe du Golfe des nations 1992 (en)                                 |
| 16 | 6 novembre 1994   | Abou Dabi | Émirats arabes unis - Arabie saoudite | 1-1             | Coupe du Golfe des nations 1994 (en)                                 |
| 17 | 27 octobre 1996   | Mascate   | Émirats arabes unis - Arabie saoudite | 2-2             | Coupe du Golfe des nations 1996 (en)                                 |
| 18 | 21 décembre 1996  | Abou Dabi | Émirats arabes unis - Arabie saoudite | 0-0 (tab : 2-4) | Coupe d'Asie des nations 1996 (finale)                               |
| 19 | 8 novembre 1998   | Manama    | Arabie saoudite - Émirats arabes unis | 1-0             | Coupe du Golfe des nations 1998 (en)                                 |
| 20 | 18 août 1999      | Amman     | Émirats arabes unis - Arabie saoudite | 1-1             | Jeux panarabes de 1999 (gr. B)                                       |
| 21 | 28 septembre 2000 | Abha      | Arabie saoudite - Émirats arabes unis | 6-1             | Match amical                                                         |
| 22 | 8 août 2001       |           | Arabie saoudite - Émirats arabes unis | 1-0             | Match amical                                                         |
| 23 | 7 septembre 2001  |           | Arabie saoudite - Émirats arabes unis | 0-2             | Match amical                                                         |
| 24 | 24 janvier 2002   | Riyad     | Arabie saoudite - Émirats arabes unis | 1-0             | Coupe du Golfe des nations 2002 (en)                                 |
| 25 | 26 décembre 2003  | Koweït    | Émirats arabes unis - Arabie saoudite | 0-2             | Coupe du Golfe des nations 2003 (en)                                 |
| 26 | 27 août 2006      | Djeddah   | Arabie saoudite - Émirats arabes unis | 1-0             | Match amical                                                         |
| 27 | 27 janvier 2007   | Abou Dabi | Émirats arabes unis - Arabie saoudite | 1-0             | Coupe du Golfe des nations 2007 (en) (demi-finale)                   |
| 28 | 24 juin 2007      | Singapour | Émirats arabes unis - Arabie saoudite | 0-2             | Match amical                                                         |
| 29 | 10 septembre 2008 | Abou Dabi | Émirats arabes unis - Arabie saoudite | 1-2             | Éliminatoires de la Coupe du monde 2010 (zone Asie, 4e tour)         |
| 30 | 11 janvier 2009   | Mascate   | Émirats arabes unis - Arabie saoudite | 0-3             | Coupe du Golfe des nations 2009 (gr. B)                              |
| 31 | 1er avril 2009    | Riyad     | Arabie saoudite - Émirats arabes unis | 3-2             | Éliminatoires de la Coupe du monde 2010 (zone Asie, 4e tour)         |
| 32 | 2 décembre 2010   | Aden      | Émirats arabes unis - Arabie saoudite | 0-1             | Coupe du Golfe des nations 2010 (demi-finale)                        |
| 33 | 23 novembre 2014  | Riyad     | Arabie saoudite - Émirats arabes unis | 3-2             | Coupe du Golfe des nations 2014 (demi-finale)                        |
| 34 | 8 octobre 2015    | Djeddah   | Arabie saoudite - Émirats arabes unis | 2-1             | Éliminatoires de la Coupe d'Asie des nations 2019 (2e tour)          |
| 35 | 29 mars 2016      | Abou Dabi | Émirats arabes unis - Arabie saoudite | 1-1             | Éliminatoires de la Coupe d'Asie des nations 2019 (2e tour)          |
| 36 | 11 octobre 2016   | Djeddah   | Arabie saoudite - Émirats arabes unis | 3-0             | Éliminatoires de la Coupe du monde 2018 (zone Asie, 3e tour - gr. B) |
| 37 | 29 août 2017      | Abou Dabi | Émirats arabes unis - Arabie saoudite | 2-1             | Éliminatoires de la Coupe du monde 2018 (zone Asie, 3e tour - gr. B) |
| 38 | 25 décembre 2017  | Koweït    | Émirats arabes unis - Arabie saoudite | 0-0             | Coupe du Golfe des nations 2017 (en) (gr. A)                         |
| 39 | 21 mars 2019      | Abou Dabi | Émirats arabes unis - Arabie saoudite | 2-1             | Match amical                                                         |

#### Bilan
Au 12 avril 2019 :
- Total de matchs disputés : 39
- Victoires de l'Arabie saoudite : 22
- Matchs nuls : 9
- Victoires des Émirats arabes unis : 8
- Total de buts marqués par l'Arabie saoudite : 56
- Total de buts marqués par les Émirats arabes unis : 27

### Argentine

#### Confrontations
Confrontations entre les Émirats arabes unis et l'Argentine :
|   | Date             | Lieu      | Match                           | Score | Compétition  |
| - | ---------------- | --------- | ------------------------------- | ----- | ------------ |
| 1 | 16 novembre 2022 | Abou Dabi | Émirats arabes unis - Argentine | 0-5   | Match amical |

#### Bilan
Au 16 novembre 2022 :
- Total de matchs disputés : 1
- Victoires des Émirats arabes unis : 0
- Matchs nuls : 0
- Victoires de l'Argentine : 1
- Total de buts marqués par les Émirats arabes unis : 0
- Total de buts marqués par l'Argentine : 5

### Arménie

#### Confrontations
Confrontations entre les Émirats arabes unis et l'Arménie :
|   | Date        | Lieu    | Match                         | Score | Compétition  |
| - | ----------- | ------- | ----------------------------- | ----- | ------------ |
| 1 | 27 mai 2014 | Carouge | Émirats arabes unis - Arménie | 3-4   | Match amical |

#### Bilan
Au 12 avril 2019 :
- Total de matchs disputés : 1
- Victoires des Émirats arabes unis : 0
- Matchs nuls : 0
- Victoires de l'Arménie : 1
- Total de buts marqués par les Émirats arabes unis : 3
- Total de buts marqués par l'Arménie : 4

### Australie

#### Confrontations
Confrontations entre les Émirats arabes unis et l'Australie :
|   | Date             | Lieu      | Match                           | Score | Compétition                                                                |
| - | ---------------- | --------- | ------------------------------- | ----- | -------------------------------------------------------------------------- |
| 1 | 5 janvier 2011   | Al-Aïn    | Émirats arabes unis - Australie | 0-0   | Match amical                                                               |
| 2 | 10 octobre 2014  | Abou Dabi | Émirats arabes unis - Australie | 0-0   | Match amical                                                               |
| 3 | 27 janvier 2015  | Newcastle | Australie - Émirats arabes unis | 2-0   | Coupe d'Asie des Nations 2015 (demi-finale)                                |
| 4 | 6 septembre 2016 | Abou Dabi | Émirats arabes unis - Australie | 0-1   | Éliminatoires de la Coupe du monde 2018 (zone Asie, 3e tour - gr. B)       |
| 5 | 28 mars 2017     | Sydney    | Australie - Émirats arabes unis | 2-0   | Éliminatoires de la Coupe du monde 2018 (zone Asie, 3e tour - gr. B)       |
| 6 | 25 janvier 2019  | Al-Aïn    | Émirats arabes unis - Australie | 1-0   | Coupe d'Asie des Nations 2019 (quart de finale)                            |
| 7 | 7 juin 2022      | Al Rayyan | Émirats arabes unis - Australie | 1-2   | Quatrième tour des éliminatoires de la zone Asie de la Coupe du monde 2022 |

#### Bilan
Au 8 juin 2022 :
- Total de matchs disputés : 7
- Victoires des Émirats arabes unis : 1
- Matchs nuls : 2
- Victoires de l'Australie : 4
- Total de buts marqués par les Émirats arabes unis : 2
- Total de buts marqués par l'Australie : 7

### Azerbaïdjan

#### Confrontations
Confrontations entre les Émirats arabes unis et l'Azerbaïdjan :
|   | Date             | Lieu  | Match                             | Score | Compétition  |
| - | ---------------- | ----- | --------------------------------- | ----- | ------------ |
| 1 | 14 décembre 2003 | Dubaï | Émirats arabes unis - Azerbaïdjan | 3-3   | Match amical |

#### Bilan
Au 12 avril 2019 :
- Total de matchs disputés : 1
- Victoires des Émirats arabes unis : 0
- Matchs nuls : 1
- Victoires de l'Azerbaïdjan : 0
- Total de buts marqués par les Émirats arabes unis : 3
- Total de buts marqués par l'Azerbaïdjan : 3

## B

### Bahreïn

#### Confrontations
Confrontations entre Bahreïn et les Émirats arabes unis :
|    | Date              | Lieu          | Match                         | Score | Compétition                                                                       |
| -- | ----------------- | ------------- | ----------------------------- | ----- | --------------------------------------------------------------------------------- |
| 1  | 18 mars 1974      | Koweït        | Émirats arabes unis - Bahreïn | 4-0   | Coupe du Golfe des nations 1974 (en) (gr. B)                                      |
| 2  | 27 mars 1976      | Doha          | Bahreïn - Émirats arabes unis | 3-2   | Coupe du Golfe des nations 1976 (en)                                              |
| 3  | 27 mars 1979      | Bagdad        | Bahreïn - Émirats arabes unis | 3-0   | Coupe du Golfe des nations 1979 (en)                                              |
| 4  | 1979              |               | Émirats arabes unis - Bahreïn | 2-0   | Tour préliminaire à la Coupe d'Asie des nations 1980 (gr. 1)                      |
| 5  | 27 mars 1982      |               | Émirats arabes unis - Bahreïn | 2-3   | Coupe du Golfe des nations 1982 (en)                                              |
| 6  | 18 mars 1984      | Mascate       | Émirats arabes unis - Bahreïn | 1-1   | Coupe du Golfe des nations 1984 (en)                                              |
| 7  | 5 avril 1986      | Manama        | Bahreïn - Émirats arabes unis | 1-3   | Coupe du Golfe des nations 1986 (en)                                              |
| 8  | 3 mars 1988       | Riyad         | Émirats arabes unis - Bahreïn | 2-0   | Coupe du Golfe des nations 1988 (en)                                              |
| 9  | 5 mars 1990       | Koweït        | Bahreïn - Émirats arabes unis | 1-0   | Coupe du Golfe des nations 1990 (en)                                              |
| 10 | 30 mai 1992       | Al-Aïn        | Émirats arabes unis - Bahreïn | 3-1   | Tour préliminaire à la Coupe d'Asie des nations 1992 (gr. 2)                      |
| 11 | 4 décembre 1992   | Doha          | Émirats arabes unis - Bahreïn | 2-0   | Coupe du Golfe des nations 1992 (en)                                              |
| 12 | 12 novembre 1994  | Abou Dabi     | Émirats arabes unis - Bahreïn | 0-0   | Coupe du Golfe des nations 1994 (en)                                              |
| 13 | 18 octobre 1996   | Mascate       | Émirats arabes unis - Bahreïn | 1-1   | Coupe du Golfe des nations 1996 (en)                                              |
| 14 | 11 avril 1997     | Manama        | Bahreïn - Émirats arabes unis | 1-2   | Tours préliminaires à la Coupe du monde 1998 (zone Asie, 1er tour)                |
| 15 | 22 avril 1997     | Charjah       | Émirats arabes unis - Bahreïn | 3-0   | Tours préliminaires à la Coupe du monde 1998 (zone Asie, 1er tour)                |
| 16 | 30 octobre 1998   | Manama        | Bahreïn - Émirats arabes unis | 0-1   | Coupe du Golfe des nations 1998 (en)                                              |
| 17 | 27 janvier 2002   | Riyad         | Émirats arabes unis - Bahreïn | 1-2   | Coupe du Golfe des nations 2002 (en)                                              |
| 18 | 27 septembre 2003 | Charjah       | Émirats arabes unis - Bahreïn | 1-4   | Match amical                                                                      |
| 19 | 7 janvier 2004    | Koweït        | Émirats arabes unis - Bahreïn | 1-3   | Coupe du Golfe des nations 2003 (en)                                              |
| 20 | 31 mai 2004       | Dubaï         | Émirats arabes unis - Bahreïn | 2-3   | Match amical                                                                      |
| 21 | 27 juin 2007      | Petaling Jaya | Émirats arabes unis - Bahreïn | 2-2   | Match amical                                                                      |
| 22 | 29 août 2008      | Abou Dabi     | Émirats arabes unis - Bahreïn | 2-3   | Match amical                                                                      |
| 23 | 29 novembre 2010  | Aden          | Émirats arabes unis - Bahreïn | 3-1   | Coupe du Golfe des nations 2010 (gr. B)                                           |
| 24 | 16 octobre 2012   | Dubaï         | Émirats arabes unis - Bahreïn | 6-2   | Match amical                                                                      |
| 25 | 8 janvier 2013    | Riffa         | Bahreïn - Émirats arabes unis | 1-2   | Coupe du Golfe des nations 2013 (gr. A)                                           |
| 26 | 15 janvier 2015   | Canberra      | Bahreïn - Émirats arabes unis | 1-2   | Coupe d'Asie des Nations 2015 (gr. C)                                             |
| 27 | 9 novembre 2016   | Al-Aïn        | Émirats arabes unis - Bahreïn | 2-0   | Match amical                                                                      |
| 28 | 5 janvier 2019    | Abou Dabi     | Émirats arabes unis - Bahreïn | 1-1   | Coupe d'Asie des Nations 2019 (gr. A)                                             |
| 29 | 16 novembre 2020  | Dubaï         | Émirats arabes unis - Bahreïn | 1-3   | Match amical                                                                      |
| 30 | 7 janvier 2023    | Bassorah      | Bahreïn - Émirats arabes unis | 2-1   | Coupe du Golfe des nations 2023 (gr. B)                                           |
| 31 | 21 novembre 2023  | Riffa         | Bahreïn - Émirats arabes unis | 0-2   | Deuxième tour des éliminatoires de la zone Asie de la Coupe du monde 2026 (gr. H) |
| 32 | 11 juin 2024      | Dubaï         | Émirats arabes unis - Bahreïn | 1-1   | Deuxième tour des éliminatoires de la zone Asie de la Coupe du monde 2026 (gr. H) |

#### Bilan
Au 12 juin 2024 :
- Total de matchs disputés : 32
- Victoires de Bahreïn : 11
- Matchs nuls : 6
- Victoires des Émirats arabes unis : 15
- Total de buts marqués par Bahreïn : 44
- Total de buts marqués par les Émirats arabes unis : 58

### Bangladesh

#### Confrontations
Confrontations entre les Émirats arabes unis et le Bangladesh :
|   | Date             | Lieu      | Match                            | Score | Compétition                                                      |
| - | ---------------- | --------- | -------------------------------- | ----- | ---------------------------------------------------------------- |
| 1 | 21 juin 1988     | Abou Dabi | Émirats arabes unis - Bangladesh | 4-0   | Tour préliminaire à la Coupe d'Asie des nations 1988 (gr. 1)     |
| 2 | 15 avril 1993    | Tokyo     | Émirats arabes unis - Bangladesh | 1-0   | Tours préliminaires à la Coupe du monde 1994 (zone Asie - gr. F) |
| 3 | 3 mai 1993       | Dubaï     | Émirats arabes unis - Bangladesh | 7-0   | Tours préliminaires à la Coupe du monde 1994 (zone Asie - gr. F) |
| 4 | 23 novembre 1999 | Abou Dabi | Émirats arabes unis - Bangladesh | 3-0   | Tour préliminaire à la Coupe d'Asie des nations 2000 (gr. 3)     |
| 5 | 18 mars 2016     | Abou Dabi | Émirats arabes unis - Bangladesh | 6-1   | Match amical                                                     |

#### Bilan
Au 12 avril 2019 :
- Total de matchs disputés : 5
- Victoires des Émirats arabes unis : 5
- Matchs nuls : 0
- Victoires du Bangladesh : 0
- Total de buts marqués par les Émirats arabes unis : 21
- Total de buts marqués par le Bangladesh : 1

### Biélorussie

#### Confrontations
Confrontations entre les Émirats arabes unis et la Biélorussie :
|   | Date             | Lieu      | Match                             | Score | Compétition  |
| - | ---------------- | --------- | --------------------------------- | ----- | ------------ |
| 1 | 22 novembre 2004 | Abou Dabi | Émirats arabes unis - Biélorussie | 2-3   | Match amical |

#### Bilan
Au 12 avril 2019 :
- Total de matchs disputés : 1
- Victoires des Émirats arabes unis : 0
- Matchs nuls : 0
- Victoires de la Biélorussie : 1
- Total de buts marqués par les Émirats arabes unis : 2
- Total de buts marqués par la Biélorussie : 3

### Birmanie

#### Confrontations
Confrontations entre les Émirats arabes unis et la Birmanie :
|   | Date           | Lieu      | Match                          | Score | Compétition                     |
| - | -------------- | --------- | ------------------------------ | ----- | ------------------------------- |
| 1 | 5 octobre 1994 | Hiroshima | Émirats arabes unis - Birmanie | 2-0   | Jeux asiatiques de 1994 (gr. D) |
| 2 | 28 août 2015   | Abou Dabi | Émirats arabes unis - Birmanie | 1-0   | Match amical                    |

#### Bilan
Au 12 avril 2019 :
- Total de matchs disputés : 2
- Victoires des Émirats arabes unis : 2
- Matchs nuls : 0
- Victoires de la Birmanie : 0
- Total de buts marqués par les Émirats arabes unis : 3
- Total de buts marqués par la Birmanie : 0

### Bénin

#### Confrontations
Confrontations entre les Émirats arabes unis et le Bénin :
|   | Date              | Lieu      | Match                       | Score | Compétition  |
| - | ----------------- | --------- | --------------------------- | ----- | ------------ |
| 1 | 23 septembre 2005 | Abou Dabi | Émirats arabes unis - Bénin | 0-0   | Match amical |
| 2 | 17 novembre 2007  | Accra     | Bénin - Émirats arabes unis | 1-0   | Match amical |

#### Bilan
Au 12 avril 2019 :
- Total de matchs disputés : 2
- Victoires des Émirats arabes unis : 0
- Matchs nuls : 1
- Victoires du Bénin : 1
- Total de buts marqués par les Émirats arabes unis : 0
- Total de buts marqués par le Bénin : 1

### Bolivie

#### Confrontations
Confrontations entre les Émirats arabes unis et la Bolivie en matchs officiels.
|   | Date             | Lieu  | Match                         | Score | Compétition  |
| - | ---------------- | ----- | ----------------------------- | ----- | ------------ |
| 1 | 16 novembre 2018 | Dubaï | Émirats arabes unis - Bolivie | 0-0   | Match amical |

#### Bilan
Au 30 novembre 2018
- Total de matchs disputés : 1
- Victoires de la Bolivie : 0
- Matchs nuls : 1
- Victoires des Émirats arabes unis : 0
- Total de buts marqués par la Bolivie : 0
- Total de buts marqués par les Émirats arabes unis : 0

### Brésil
| Date             | Lieu      | Match                        | Score | Compétition  |
| 12 novembre 2005 | Abou Dabi | Émirats arabes unis - Brésil | 0-8   | Match amical |

#### Bilan
Au 12 avril 2019 :
- Total de matchs disputés : 1
- Victoires de l'équipe du Brésil : 1
- Victoires de l'équipe des Émirats arabes unis : 0
- Matchs nuls : 0

### Brunei

#### Confrontations
Confrontations entre Brunei et les Émirats arabes unis :
|   | Date          | Lieu                | Match                        | Score | Compétition                                                      |
| - | ------------- | ------------------- | ---------------------------- | ----- | ---------------------------------------------------------------- |
| 1 | 14 avril 2001 | Bandar Seri Begawan | Brunei - Émirats arabes unis | 0-12  | Tour préliminaire à la Coupe du monde 2002 (zone Asie, 1er tour) |
| 2 | 4 mai 2001    | Al-Aïn              | Émirats arabes unis - Brunei | 4-0   | Tour préliminaire à la Coupe du monde 2002 (zone Asie, 1er tour) |

#### Bilan
Au 3 avril 2019 :
- Total de matchs disputés : 2
- Victoires de Brunei : 0
- Matchs nuls : 0
- Victoires des Émirats arabes unis : 2
- Total de buts marqués par Brunei : 0
- Total de buts marqués par les Émirats arabes unis : 16

### Bulgarie

#### Confrontations
Confrontations entre les Émirats arabes unis et la Bulgarie :
|   | Date             | Lieu  | Match                          | Score | Compétition  |
| - | ---------------- | ----- | ------------------------------ | ----- | ------------ |
| 1 | 23 janvier 1988  | Dubaï | Émirats arabes unis - Bulgarie | 0-3   | Match amical |
| 2 | 25 janvier 1988  | Dubaï | Émirats arabes unis - Bulgarie | 1-3   | Match amical |
| 3 | 22 décembre 1988 | Dubaï | Émirats arabes unis - Bulgarie | 0-1   | Match amical |
| 4 | 18 février 1993  | Dubaï | Émirats arabes unis - Bulgarie | 1-0   | Match amical |
| 5 | 20 février 1993  | Dubaï | Émirats arabes unis - Bulgarie | 1-3   | Match amical |
| 6 | 2 juin 1996      | Sofia | Bulgarie - Émirats arabes unis | 4-1   | Match amical |

#### Bilan
Au 12 avril 2019 :
- Total de matchs disputés : 6
- Victoires des Émirats arabes unis : 1
- Matchs nuls : 0
- Victoires de la Bulgarie : 5
- Total de buts marqués par les Émirats arabes unis : 4
- Total de buts marqués par la Bulgarie : 14

## C

### Chili

#### Confrontations
Confrontations entre les Émirats arabes unis et le Chili en matchs officiels.
|   | Date           | Lieu      | Match                       | Score | Compétition  |
| - | -------------- | --------- | --------------------------- | ----- | ------------ |
| 1 | 9 octobre 2010 | Abou Dabi | Émirats arabes unis - Chili | 0-2   | Match amical |

#### Bilan
Au 12 avril 2019 :
- Total de matchs disputés : 1
- Victoires du Chili : 1
- Victoires des Émirats arabes unis : 0
- Matchs nuls : 0
- Total de buts marqués par le Chili : 2
- Total de buts marqués par les Émirats arabes unis : 0

### Chine

#### Confrontations
Confrontations entre les Émirats arabes unis et la Chine :
|   | Date              | Lieu      | Match                       | Score           | Compétition                                                          |
| - | ----------------- | --------- | --------------------------- | --------------- | -------------------------------------------------------------------- |
| 1 | 11 décembre 1984  | Singapour | Chine - Émirats arabes unis | 5-0             | Coupe d'Asie des nations 1984 (gr. 2)                                |
| 2 | 15 juin 1988      | Abou Dabi | Émirats arabes unis - Chine | 0-0             | Tour préliminaire à la Coupe d'Asie des nations 1988 (gr. 1)         |
| 3 | 17 octobre 1989   | Singapour | Chine - Émirats arabes unis | 1-2             | Tours préliminaires à la Coupe du monde 1990 (zone Asie, tour final) |
| 4 | 8 novembre 1992   | Hiroshima | Chine - Émirats arabes unis | 1-1 (tab : 4-3) | Coupe d'Asie des nations 1992 (match pour la 3e place)               |
| 5 | 25 août 2001      | Shenyang  | Chine - Émirats arabes unis | 3-0             | Tour préliminaire à la Coupe du monde 2002 (zone Asie, 2e tour)      |
| 6 | 27 septembre 2001 | Abou Dabi | Émirats arabes unis - Chine | 0-1             | Tour préliminaire à la Coupe du monde 2002 (zone Asie, 2e tour)      |
| 7 | 10 juillet 2004   | Hohhot    | Chine - Émirats arabes unis | 2-2             | Match amical                                                         |
| 8 | 10 janvier 2008   | Dubaï     | Émirats arabes unis - Chine | 0-0             | Match amical                                                         |
| 9 | 6 octobre 2011    | Shenzhen  | Chine - Émirats arabes unis | 2-1             | Match amical                                                         |

#### Bilan
Au 12 avril 2019 :
- Total de matchs disputés : 9
- Victoires des Émirats arabes unis : 1
- Matchs nuls : 4
- Victoires de la Chine : 4
- Total de buts marqués par les Émirats arabes unis : 6
- Total de buts marqués par la Chine : 15

### Colombie

#### Confrontations
Confrontations entre les Émirats arabes unis et la Colombie en matchs officiels.
|   | Date        | Lieu    | Match                          | Score | Compétition                 |
| - | ----------- | ------- | ------------------------------ | ----- | --------------------------- |
| 1 | 9 juin 1990 | Bologne | Émirats arabes unis - Colombie | 0-2   | Coupe du monde 1990 (gr. D) |

#### Bilan
Au 12 avril 2019 :
- Total de matchs disputés : 1
- Victoires de la Colombie : 1
- Victoires des Émirats arabes unis : 0
- Matchs nuls : 0
- Total de buts marqués par la Colombie : 2
- Total de buts marqués par les Émirats arabes unis : 0

### Corée du Nord

#### Confrontations
Confrontations entre les Émirats arabes unis et la Corée du Nord :
|    | Date             | Lieu      | Match                               | Score           | Compétition                                                                        |
| -- | ---------------- | --------- | ----------------------------------- | --------------- | ---------------------------------------------------------------------------------- |
| 1  | 12 octobre 1989  | Singapour | Émirats arabes unis - Corée du Nord | 0-0             | Tours préliminaires à la Coupe du monde 1990 (zone Asie, tour final)               |
| 2  | 3 novembre 1992  | Hiroshima | Émirats arabes unis - Corée du Nord | 2-1             | Coupe d'Asie des nations 1992 (gr. 1)                                              |
| 3  | 2 décembre 1998  | Bangkok   | Émirats arabes unis - Corée du Nord | 3-3 (tab : 4-1) | Jeux asiatiques de 1998 (1er tour)                                                 |
| 4  | 31 mars 2004     | Pyongyang | Corée du Nord - Émirats arabes unis | 0-0             | Phase qualificative de la Coupe du monde 2006 (zone Asie, 1er tour)                |
| 5  | 17 novembre 2004 | Dubaï     | Émirats arabes unis - Corée du Nord | 1-0             | Phase qualificative de la Coupe du monde 2006 (zone Asie, 1er tour)                |
| 6  | 1er juillet 2007 | Singapour | Émirats arabes unis - Corée du Nord | 1-0             | Match amical                                                                       |
| 7  | 6 septembre 2008 | Abou Dabi | Émirats arabes unis - Corée du Nord | 1-2             | Éliminatoires de la Coupe du monde 2010 (zone Asie, 4e tour)                       |
| 8  | 28 mars 2009     | Pyongyang | Corée du Nord - Émirats arabes unis | 2-0             | Éliminatoires de la Coupe du monde 2010 (zone Asie, 4e tour)                       |
| 9  | 11 janvier 2011  | Doha      | Corée du Nord - Émirats arabes unis | 0-0             | Coupe d'Asie des nations 2011 (gr. D)                                              |
| 10 | 24 août 2016     | Shanghai  | Corée du Nord - Émirats arabes unis | 2-0             | Match amical                                                                       |
| 11 | 10 octobre 2024  | Al-Aïn    | Émirats arabes unis - Corée du Nord | 1-1             | Troisième tour des éliminatoires de la zone Asie de la Coupe du monde 2026 (gr. A) |
| 12 | 25 mars 2025     | Riyad     | Corée du Nord - Émirats arabes unis | 1-2             | Troisième tour des éliminatoires de la zone Asie de la Coupe du monde 2026 (gr. A) |

#### Bilan
Au 26 mars 2025 :
- Total de matchs disputés : 12
- Victoires des Émirats arabes unis : 4
- Matchs nuls : 5
- Victoires de la Corée du Nord : 3
- Total de buts marqués par les Émirats arabes unis : 11
- Total de buts marqués par la Corée du Nord : 12

### Corée du Sud

#### Confrontations
Confrontations entre les Émirats arabes unis et la Corée du Sud :
|    | Date              | Lieu         | Match                              | Score           | Compétition                                                                        |
| -- | ----------------- | ------------ | ---------------------------------- | --------------- | ---------------------------------------------------------------------------------- |
| 1  | 24 septembre 1980 | Koweït       | Corée du Sud - Émirats arabes unis | 4-1             | Coupe d'Asie des nations 1980 (gr. 2)                                              |
| 2  | 12 août 1982      | Kuala Lumpur | Émirats arabes unis - Corée du Sud | 2-3             | Tournoi Merdeka 1982 (ms) (gr. A)                                                  |
| 3  | 3 décembre 1988   | Doha         | Corée du Sud - Émirats arabes unis | 1-0             | Coupe d'Asie des nations 1988 (gr. 1)                                              |
| 4  | 28 octobre 1989   | Kuala Lumpur | Émirats arabes unis - Corée du Sud | 1-1             | Tours préliminaires à la Coupe du monde 1990 (zone Asie, tour final)               |
| 5  | 21 octobre 1992   | Anyang       | Corée du Sud - Émirats arabes unis | 0-0             | Match amical                                                                       |
| 6  | 19 septembre 1994 | Séoul        | Corée du Sud - Émirats arabes unis | 0-0             | Match amical                                                                       |
| 7  | 19 mars 1996      | Dubaï        | Émirats arabes unis - Corée du Sud | 3-2             | Match amical                                                                       |
| 8  | 4 décembre 1996   | Abou Dabi    | Émirats arabes unis - Corée du Sud | 1-1             | Coupe d'Asie des nations 1996 (gr. A)                                              |
| 9  | 4 octobre 1997    | Séoul        | Corée du Sud - Émirats arabes unis | 3-0             | Tours préliminaires à la Coupe du monde 1998 (zone Asie, 2e tour)                  |
| 10 | 9 novembre 1997   | Abou Dabi    | Émirats arabes unis - Corée du Sud | 1-3             | Tours préliminaires à la Coupe du monde 1998 (zone Asie, 2e tour)                  |
| 11 | 9 décembre 1998   | Bangkok      | Émirats arabes unis - Corée du Sud | 1-2             | Jeux asiatiques de 1998 (2e tour)                                                  |
| 12 | 4 octobre 2000    | Abou Dabi    | Émirats arabes unis - Corée du Sud | 1-1 (tab : 4-3) | Match amical                                                                       |
| 13 | 11 février 2001   | Abou Dabi    | Émirats arabes unis - Corée du Sud | 1-4             | Match amical                                                                       |
| 14 | 23 juillet 2004   | Jinan        | Émirats arabes unis - Corée du Sud | 0-2             | Coupe d'Asie des nations 2004 (gr. B)                                              |
| 15 | 18 janvier 2006   | Dubaï        | Émirats arabes unis - Corée du Sud | 1-0             | Match amical                                                                       |
| 16 | 15 octobre 2008   | Séoul        | Corée du Sud - Émirats arabes unis | 4-1             | Éliminatoires de la Coupe du monde 2010 (zone Asie, 4e tour)                       |
| 17 | 6 juin 2009       | Abou Dabi    | Émirats arabes unis - Corée du Sud | 0-2             | Éliminatoires de la Coupe du monde 2010 (zone Asie, 4e tour)                       |
| 18 | 11 octobre 2011   | Séoul        | Corée du Sud - Émirats arabes unis | 2-1             | Éliminatoires de la Coupe du monde 2014 (zone Asie, 3e tour)                       |
| 19 | 11 novembre 2011  | Al-Aïn       | Émirats arabes unis - Corée du Sud | 0-2             | Éliminatoires de la Coupe du monde 2014 (zone Asie, 3e tour)                       |
| 20 | 11 juin 2015      | Shah Alam    | Corée du Sud - Émirats arabes unis | 3-0             | Match amical                                                                       |
| 21 | 11 novembre 2021  | Goyang       | Corée du Sud - Émirats arabes unis | 1-0             | Troisième tour des éliminatoires de la zone Asie de la Coupe du monde 2022 (gr. A) |
| 22 | 29 mars 2022      | Dubaï        | Émirats arabes unis - Corée du Sud | 1-0             | Troisième tour des éliminatoires de la zone Asie de la Coupe du monde 2022 (gr. A) |

#### Bilan
Au 29 mars 2022 :
- Total de matchs disputés : 22
- Victoires des Émirats arabes unis : 3
- Matchs nuls : 5
- Victoires de la Corée du Sud : 14
- Total de buts marqués par les Émirats arabes unis : 16
- Total de buts marqués par la Corée du Sud : 41

### Costa Rica
|   | Date              | Lieu     | Match                            | Score | Compétition  |
| - | ----------------- | -------- | -------------------------------- | ----- | ------------ |
| 1 | 12 septembre 2023 | Zaprešić | Costa Rica - Émirats arabes unis | 1-4   | Match amical |

#### Bilan
Au 12 septembre 2023 :
- Total de matchs disputés : 1
- Victoire du Costa Rica : 0
- Victoire des Émirats arabes unis : 1
- Matchs nuls : 0
- Total de buts marqués par les Émirats arabes unis : 4
- Total de buts marqués par le Costa Rica : 1

## E

### Égypte

#### Confrontations
Confrontations entre les Émirats arabes unis et l'Égypte :
|   | Date             | Lieu      | Match                        | Score           | Compétition  |
| - | ---------------- | --------- | ---------------------------- | --------------- | ------------ |
| 1 | 6 février 1994   | Dubaï     | Émirats arabes unis - Égypte | 0-1             | Match amical |
| 2 | 22 mars 1996     | Dubaï     | Émirats arabes unis - Égypte | 0-0             | Match amical |
| 3 | 6 janvier 2001   | Le Caire  | Égypte - Émirats arabes unis | 2-1             | Match amical |
| 4 | 16 décembre 2002 | Abou Dabi | Émirats arabes unis - Égypte | 1-2             | Match amical |
| 5 | 31 juillet 2005  | Genève    | Égypte - Émirats arabes unis | 0-0 (tab : 5-4) | Match amical |

#### Bilan
Au 12 avril 2019 :
- Total de matchs disputés : 5
- Victoires des Émirats arabes unis : 0
- Matchs nuls : 2
- Victoires de l'Égypte : 3
- Total de buts marqués par les Émirats arabes unis : 2
- Total de buts marqués par l'Égypte : 5

### Estonie

#### Confrontations
Confrontations entre les Émirats arabes unis et l'Estonie :
|   | Date              | Lieu      | Match                         | Score | Compétition  |
| - | ----------------- | --------- | ----------------------------- | ----- | ------------ |
| 1 | 1er novembre 1999 | Abou Dabi | Émirats arabes unis - Estonie | 2-2   | Match amical |
| 2 | 14 novembre 2012  | Abou Dabi | Émirats arabes unis - Estonie | 2-1   | Match amical |

#### Bilan
Au 12 avril 2019 :
- Total de matchs disputés : 2
- Victoires des Émirats arabes unis : 1
- Matchs nuls : 1
- Victoires de l'Estonie : 0
- Total de buts marqués par les Émirats arabes unis : 4
- Total de buts marqués par l'Estonie : 3

## F

### Finlande

#### Confrontations
Confrontations entre les Émirats arabes unis et la Finlande :
|   | Date            | Lieu  | Match                          | Score | Compétition  |
| - | --------------- | ----- | ------------------------------ | ----- | ------------ |
| 1 | 12 février 1990 | Dubaï | Émirats arabes unis - Finlande | 1-1   | Match amical |

#### Bilan
Au 12 avril 2019 :
- Total de matchs disputés : 1
- Victoires des Émirats arabes unis : 0
- Matchs nuls : 1
- Victoires de la Finlande : 0
- Total de buts marqués par les Émirats arabes unis : 1
- Total de buts marqués par la Finlande : 1

## G

### Gabon

#### Confrontations
Confrontations entre les Émirats arabes unis et le Gabon :
|   | Date         | Lieu    | Match                       | Score | Compétition                                                        |
| - | ------------ | ------- | --------------------------- | ----- | ------------------------------------------------------------------ |
| 1 | 25 mars 2018 | Bangkok | Émirats arabes unis - Gabon | 0-1   | Tournoi amical (Match pour la 3e place de la King's Cup 2018 (en)) |

#### Bilan
Au 1er février 2022 :
- Total de matchs disputés : 1
- Victoires des Émirats arabes unis : 0
- Matchs nuls : 0
- Victoires du Gabon : 1
- Total de buts marqués par les Émirats arabes unis : 0
- Total de buts marqués par le Gabon : 1

### Gambie
Confrontations entre les Émirats arabes unis et la Gambie
| Date        | Lieu  | Match                        | Score | Compétition  |
| ----------- | ----- | ---------------------------- | ----- | ------------ |
| 29 mai 2022 | Dubaï | Émirats arabes unis - Gambie | 1-1   | Match amical |

#### Bilan
Au 29 mai 2022 :
- Total de matchs disputés : 1
- Victoires des Émirats arabes unis : 0
- Matchs nuls : 1
- Victoires de la Gambie : 0
- Total de buts marqués par les Émirats arabes unis : 1
- Total de buts marqués par la Gambie : 1

### Géorgie

#### Confrontations
Confrontations entre les Émirats arabes unis et la Géorgie :
|   | Date        | Lieu              | Match                         | Score | Compétition  |
| - | ----------- | ----------------- | ----------------------------- | ----- | ------------ |
| 1 | 3 juin 2014 | Yverdon-les-Bains | Émirats arabes unis - Géorgie | 1-0   | Match amical |

#### Bilan
Au 12 avril 2019 :
- Total de matchs disputés : 1
- Victoires des Émirats arabes unis : 1
- Matchs nuls : 0
- Victoires de la Géorgie : 0
- Total de buts marqués par les Émirats arabes unis : 1
- Total de buts marqués par la Géorgie : 0

## H

### Haïti

#### Confrontations
Confrontations entre Haïti et les Émirats arabes unis en matchs officiels.
|   | Date             | Lieu   | Match                       | Score | Compétition  |
| - | ---------------- | ------ | --------------------------- | ----- | ------------ |
| 1 | 10 novembre 2017 | Al-Aïn | Émirats arabes unis - Haïti | 0-1   | Match amical |

#### Bilan
Au 19 août 2018 :
- Total de matchs disputés : 1
- Victoires des Émirats arabes unis : 0
- Matchs nuls : 0
- Victoires d'Haïti : 1
- Total de buts marqués par les Émirats arabes unis : 0
- Total de buts marqués par Haïti : 1

### Honduras
Confrontations entre les Émirats arabes unis et le Honduras :
|   | Date            | Lieu      | Match                          | Score | Compétition  |
| - | --------------- | --------- | ------------------------------ | ----- | ------------ |
| 1 | 11 octobre 2018 | Barcelone | Émirats arabes unis - Honduras | 1-1   | Match amical |

#### Bilan
Au 17 octobre 2018 :
- Total de matchs disputés : 1
- Victoires du Honduras: 0
- Matchs nuls : 1
- Victoires des Émirats arabes unis : 0
- Total de buts marqués par le Honduras : 1
- Total de buts marqués par les Émirats arabes unis : 1

### Hong Kong

#### Confrontations
Confrontations entre Hong Kong et les Émirats arabes unis :
|   | Date             | Lieu      | Match                           | Score | Compétition                                               |
| - | ---------------- | --------- | ------------------------------- | ----- | --------------------------------------------------------- |
| 1 | 12 novembre 2000 | Abou Dabi | Émirats arabes unis - Hong Kong | 1-1   | Match amical                                              |
| 2 | 15 octobre 2013  | Hong Kong | Hong Kong - Émirats arabes unis | 0-4   | Éliminatoires de la Coupe d'Asie des nations 2015 (gr. E) |
| 3 | 15 novembre 2013 | Abou Dabi | Émirats arabes unis - Hong Kong | 4-0   | Éliminatoires de la Coupe d'Asie des nations 2015 (gr. E) |
| 4 | 14 janvier 2024  | Doha      | Émirats arabes unis - Hong Kong | 3-1   | Coupe d'Asie des nations 2024 (gr. C)                     |

#### Bilan
Au 14 janvier 2024 :
- Total de matchs disputés : 4
- Victoires de Hong Kong : 0
- Matchs nuls : 1
- Victoires des Émirats arabes unis : 3
- Total de buts marqués par Hong Kong : 2
- Total de buts marqués par les Émirats arabes unis : 12

### Hongrie

#### Confrontations
Confrontations entre les Émirats arabes unis et la Hongrie :
|   | Date         | Lieu   | Match                         | Score | Compétition  |
| - | ------------ | ------ | ----------------------------- | ----- | ------------ |
| 1 | 28 mai 1990  | Nîmes  | Hongrie - Émirats arabes unis | 3-0   | Match amical |
| 2 | 14 août 1996 | Siófok | Hongrie - Émirats arabes unis | 3-1   | Match amical |

#### Bilan
Au 12 avril 2019 :
- Total de matchs disputés : 2
- Victoires des Émirats arabes unis : 0
- Matchs nuls : 0
- Victoires de la Hongrie : 2
- Total de buts marqués par les Émirats arabes unis : 1
- Total de buts marqués par la Hongrie : 6

## I

### Inde

#### Confrontations
Confrontations entre les Émirats arabes unis et l'Inde :
|    | Date             | Lieu         | Match                      | Score | Compétition                                                      |
| -- | ---------------- | ------------ | -------------------------- | ----- | ---------------------------------------------------------------- |
| 1  | 5 septembre 1981 | Kuala Lumpur | Émirats arabes unis - Inde | 0-2   | Tournoi Merdeka 1981 (ms) (gr. A)                                |
| 2  | 4 décembre 1984  | Singapour    | Émirats arabes unis - Inde | 2-0   | Coupe d'Asie des nations 1984 (gr. 2)                            |
| 3  | 21 juin 1988     | Abou Dabi    | Émirats arabes unis - Inde | 3-0   | Tour préliminaire à la Coupe d'Asie des nations 1988 (gr. 1)     |
| 4  | 21 novembre 1999 | Abou Dabi    | Émirats arabes unis - Inde | 3-1   | Tour préliminaire à la Coupe d'Asie des nations 2000 (gr. 3)     |
| 5  | 8 avril 2001     | Bangalore    | Inde - Émirats arabes unis | 1-0   | Tour préliminaire à la Coupe du monde 2002 (zone Asie, 1er tour) |
| 6  | 26 avril 2001    | Al-Aïn       | Émirats arabes unis - Inde | 1-0   | Tour préliminaire à la Coupe du monde 2002 (zone Asie, 1er tour) |
| 7  | 18 novembre 2010 | Dubaï        | Émirats arabes unis - Inde | 5-0   | Match amical                                                     |
| 8  | 23 juillet 2011  | Al-Aïn       | Émirats arabes unis - Inde | 3-0   | Éliminatoires de la Coupe du monde 2014 (zone Asie, 2e tour)     |
| 9  | 28 juillet 2011  | Delhi        | Inde - Émirats arabes unis | 2-2   | Éliminatoires de la Coupe du monde 2014 (zone Asie, 2e tour)     |
| 10 | 10 janvier 2019  | Abou Dabi    | Émirats arabes unis - Inde | 2-0   | Coupe d'Asie des Nations 2019 (gr. A)                            |
| 11 | 29 mars 2021     | Dubaï        | Émirats arabes unis - Inde | 6-0   | Match amical                                                     |

#### Bilan
Au 27 janvier 2022 :
- Total de matchs disputés : 11
- Victoires des Émirats arabes unis : 8
- Matchs nuls : 1
- Victoires de l'Inde : 2
- Total de buts marqués par les Émirats arabes unis : 27
- Total de buts marqués par l'Inde : 6

### Indonésie

#### Confrontations
Confrontations entre les Émirats arabes unis et l'Indonésie :
|   | Date             | Lieu         | Match                           | Score           | Compétition                                                                       |
| - | ---------------- | ------------ | ------------------------------- | --------------- | --------------------------------------------------------------------------------- |
| 1 | 2 septembre 1981 | Kuala Lumpur | Émirats arabes unis - Indonésie | 2-5             | Tournoi Merdeka 1981 (ms) (gr. A)                                                 |
| 2 | 14 août 1982     | Kuala Lumpur | Émirats arabes unis - Indonésie | 2-1             | Tournoi Merdeka 1982 (ms) (gr. A)                                                 |
| 3 | 1er octobre 1986 | Séoul        | Indonésie - Émirats arabes unis | 2-2 (tab : 4-3) | Jeux asiatiques de 1986 (quart de finale)                                         |
| 4 | 10 décembre 1996 | Abou Dabi    | Émirats arabes unis - Indonésie | 2-0             | Coupe d'Asie des nations 1996 (gr. A)                                             |
| 5 | 10 octobre 2019  | Dubaï        | Émirats arabes unis - Indonésie | 5-0             | Deuxième tour des éliminatoires de la zone Asie de la Coupe du monde 2022 (gr. G) |
| 6 | 11 juin 2021     | Dubaï        | Indonésie - Émirats arabes unis | 0-5             | Deuxième tour des éliminatoires de la zone Asie de la Coupe du monde 2022 (gr. G) |

#### Bilan
Au 1er février 2022 :
- Total de matchs disputés : 6
- Victoires des Émirats arabes unis : 4
- Matchs nuls : 1
- Victoires de l'Indonésie : 1
- Total de buts marqués par les Émirats arabes unis : 18
- Total de buts marqués par l'Indonésie : 8

### Irak

#### Confrontations
Confrontations entre les Émirats arabes unis et l'Irak :
|    | Date              | Lieu      | Match                      | Score           | Compétition                                                                        |
| -- | ----------------- | --------- | -------------------------- | --------------- | ---------------------------------------------------------------------------------- |
| 1  | 20 août 1973      |           | Irak - Émirats arabes unis | 3-1             | Match amical                                                                       |
| 2  | 6 avril 1976      | Doha      | Irak - Émirats arabes unis | 4-0             | Coupe du Golfe des nations 1976 (en)                                               |
| 3  | 4 avril 1979      | Bagdad    | Irak - Émirats arabes unis | 5-0             | Coupe du Golfe des nations 1979 (en)                                               |
| 4  | 15 mars 1984      | Mascate   | Émirats arabes unis - Irak | 0-0             | Coupe du Golfe des nations 1984 (en)                                               |
| 5  | 20 septembre 1985 | Dubaï     | Émirats arabes unis - Irak | 2-3             | Tours préliminaires à la Coupe du monde 1986 (zone Asie, 2e tour)                  |
| 6  | 27 septembre 1985 | Taëf      | Irak - Émirats arabes unis | 1-2             | Tours préliminaires à la Coupe du monde 1986 (zone Asie, 2e tour)                  |
| 7  | 24 mars 1986      | Manama    | Émirats arabes unis - Irak | 2-2             | Coupe du Golfe des nations 1986 (en)                                               |
| 8  | 25 septembre 1986 | Daegu     | Émirats arabes unis - Irak | 2-1             | Jeux asiatiques de 1986 (gr. A)                                                    |
| 9  | 10 mars 1988      | Riyad     | Émirats arabes unis - Irak | 0-0             | Coupe du Golfe des nations 1988 (en)                                               |
| 10 | 15 décembre 1996  | Abou Dabi | Émirats arabes unis - Irak | 1-0 (ap)        | Coupe d'Asie des nations 1996 (quart de finale)                                    |
| 11 | 3 novembre 1999   | Abou Dabi | Émirats arabes unis - Irak | 2-2             | Match amical                                                                       |
| 12 | 2 août 2001       | Abou Dabi | Émirats arabes unis - Irak | 2-2             | Match amical                                                                       |
| 13 | 16 décembre 2004  | Doha      | Irak - Émirats arabes unis | 1-1             | Coupe du Golfe des nations 2004 (en) (gr. A)                                       |
| 14 | 31 janvier 2008   | Abou Dabi | Émirats arabes unis - Irak | 0-1             | Match amical                                                                       |
| 15 | 27 décembre 2008  | Al-Aïn    | Émirats arabes unis - Irak | 2-2             | Match amical                                                                       |
| 16 | 18 novembre 2009  | Al-Aïn    | Émirats arabes unis - Irak | 0-1             | Match amical                                                                       |
| 17 | 23 novembre 2010  | Aden      | Irak - Émirats arabes unis | 0-0             | Coupe du Golfe des nations 2010 (gr. B)                                            |
| 18 | 15 janvier 2011   | Doha      | Émirats arabes unis - Irak | 0-1             | Coupe d'Asie des nations 2011 (gr. D)                                              |
| 19 | 18 janvier 2013   | Riffa     | Émirats arabes unis - Irak | 2-1 (ap)        | Coupe du Golfe des nations 2013 (finale)                                           |
| 20 | 20 novembre 2014  | Riyad     | Émirats arabes unis - Irak | 2-0             | Coupe du Golfe des nations 2014 (gr. B)                                            |
| 21 | 30 janvier 2015   | Newcastle | Irak - Émirats arabes unis | 2-3             | Coupe d'Asie des Nations 2015 (match pour la 3e place)                             |
| 22 | 15 novembre 2016  | Abou Dabi | Émirats arabes unis - Irak | 2-0             | Éliminatoires de la Coupe du monde 2018 (zone Asie, 3e tour - gr. B)               |
| 23 | 5 septembre 2017  | Amman     | Irak - Émirats arabes unis | 1-0             | Éliminatoires de la Coupe du monde 2018 (zone Asie, 3e tour - gr. B)               |
| 24 | 2 janvier 2018    | Koweït    | Irak - Émirats arabes unis | 0-0 (tab : 2-4) | Coupe du Golfe des nations 2017 (en) (demi-finale)                                 |
| 25 | 29 novembre 2019  | Doha      | Émirats arabes unis - Irak | 0-2             | 1er tour de la Coupe du Golfe 2019 (en)                                            |
| 26 | 12 janvier 2021   | Dubaï     | Émirats arabes unis - Irak | 0-0             | Match amical                                                                       |
| 27 | 12 octobre 2021   | Dubaï     | Émirats arabes unis - Irak | 2-2             | Troisième tour des éliminatoires de la zone Asie de la Coupe du monde 2022 (gr. A) |
| 28 | 24 mars 2022      | Riyad     | Irak - Émirats arabes unis | 1-0             | Troisième tour des éliminatoires de la zone Asie de la Coupe du monde 2022 (gr. A) |

#### Bilan
Au 25 mars 2022 :
- Total de matchs disputés : 28
- Victoires des Émirats arabes unis : 7
- Matchs nuls : 11
- Victoires de l'Irak : 10
- Total de buts marqués par les Émirats arabes unis : 28
- Total de buts marqués par l'Irak : 38

### Iran

#### Confrontations
Confrontations entre les Émirats arabes unis et l'Iran :
|    | Date               | Lieu      | Match                      | Score | Compétition                                                                        |
| -- | ------------------ | --------- | -------------------------- | ----- | ---------------------------------------------------------------------------------- |
| 1  | 5 août 1980        | Al-Aïn    | Émirats arabes unis - Iran | 0-2   | Match amical                                                                       |
| 2  | 7 août 1980        | Abou Dabi | Émirats arabes unis - Iran | 0-3   | Match amical                                                                       |
| 3  | 1er décembre 1984  | Singapour | Iran - Émirats arabes unis | 3-0   | Coupe d'Asie des nations 1984 (gr. 2)                                              |
| 4  | 8 décembre 1988    | Doha      | Iran - Émirats arabes unis | 1-0   | Coupe d'Asie des nations 1988 (gr. 1)                                              |
| 5  | 1er novembre 1992  | Hiroshima | Iran - Émirats arabes unis | 0-0   | Coupe d'Asie des nations 1992 (gr. 1)                                              |
| 6  | 1er septembre 1997 | Abou Dabi | Émirats arabes unis - Iran | 3-1   | Match amical                                                                       |
| 7  | 25 octobre 2001    | Téhéran   | Iran - Émirats arabes unis | 1-0   | Tour préliminaire à la Coupe du monde 2002 (zone Asie, barrage)                    |
| 8  | 31 octobre 2001    | Abou Dabi | Émirats arabes unis - Iran | 0-3   | Tour préliminaire à la Coupe du monde 2002 (zone Asie, barrage)                    |
| 9  | 8 août 2006        | Téhéran   | Iran - Émirats arabes unis | 1-0   | Match amical                                                                       |
| 10 | 12 janvier 2007    | Abou Dabi | Émirats arabes unis - Iran | 0-2   | Match amical                                                                       |
| 11 | 2 juin 2008        | Téhéran   | Iran - Émirats arabes unis | 0-0   | Éliminatoires de la Coupe du monde 2010 (zone Asie, 3e tour)                       |
| 12 | 7 juin 2008        | Al-Aïn    | Émirats arabes unis - Iran | 0-1   | Éliminatoires de la Coupe du monde 2010 (zone Asie, 3e tour)                       |
| 13 | 19 novembre 2008   | Dubaï     | Émirats arabes unis - Iran | 1-1   | Éliminatoires de la Coupe du monde 2010 (zone Asie, 4e tour)                       |
| 14 | 10 juin 2009       | Téhéran   | Iran - Émirats arabes unis | 1-0   | Éliminatoires de la Coupe du monde 2010 (zone Asie, 4e tour)                       |
| 15 | 19 janvier 2011    | Doha      | Émirats arabes unis - Iran | 0-3   | Coupe d'Asie des nations 2011 (gr. D)                                              |
| 16 | 19 janvier 2015    | Brisbane  | Iran - Émirats arabes unis | 1-0   | Coupe d'Asie des Nations 2015 (gr. C)                                              |
| 17 | 7 octobre 2021     | Dubaï     | Émirats arabes unis - Iran | 0-1   | Troisième tour des éliminatoires de la zone Asie de la Coupe du monde 2022 (gr. A) |
| 18 | 1er février 2022   | Téhéran   | Iran - Émirats arabes unis | 1-0   | Troisième tour des éliminatoires de la zone Asie de la Coupe du monde 2022 (gr. A) |
| 19 | 23 janvier 2024    | Doha      | Iran - Émirats arabes unis | 2-1   | Coupe d'Asie des nations 2024 (gr. C)                                              |
| 20 | 10 septembre 2024  | Al-Aïn    | Émirats arabes unis - Iran | 0-1   | Troisième tour des éliminatoires de la zone Asie de la Coupe du monde 2026 (gr. A) |
| 21 | 20 mars 2025       | Téhéran   | Iran - Émirats arabes unis | 2-0   | Troisième tour des éliminatoires de la zone Asie de la Coupe du monde 2026 (gr. A) |

#### Bilan
Au 21 mars 2025 :
- Total de matchs disputés : 21
- Victoires des Émirats arabes unis : 1
- Matchs nuls : 3
- Victoires de l'Iran : 17
- Total de buts marqués par les Émirats arabes unis : 5
- Total de buts marqués par l'Iran : 31

### Islande

#### Confrontations
Confrontations entre les Émirats arabes unis et l'Islande :
|   | Date            | Lieu      | Match                         | Score | Compétition  |
| - | --------------- | --------- | ----------------------------- | ----- | ------------ |
| 1 | 2 mars 1992     | Dubaï     | Émirats arabes unis - Islande | 0-1   | Match amical |
| 2 | 3 août 1994     | Reykjavik | Islande - Émirats arabes unis | 1-0   | Match amical |
| 3 | 16 janvier 2016 | Dubaï     | Émirats arabes unis - Islande | 2-1   | Match amical |

#### Bilan
Au 12 avril 2019 :
- Total de matchs disputés : 3
- Victoires des Émirats arabes unis : 1
- Matchs nuls : 0
- Victoires de l'Islande : 2
- Total de buts marqués par les Émirats arabes unis : 2
- Total de buts marqués par l'Islande : 3

## J

### Japon
Confrontations entre les Émirats arabes unis et le Japon :
| Date               | Lieu         | Match                       | Score             | Compétition                                                                      |
| ------------------ | ------------ | --------------------------- | ----------------- | -------------------------------------------------------------------------------- |
| 8 septembre 1981   | Kuala Lumpur | Émirats arabes unis - Japon | 2-3               | Match amical                                                                     |
| 27 janvier 1988    | Dubaï        | Émirats arabes unis - Japon | 1-1               | Match amical                                                                     |
| 30 janvier 1988    | Abou Dhabi   | Émirats arabes unis - Japon | 2-0               | Match amical                                                                     |
| 10 décembre 1988   | Doha         | Émirats arabes unis - Japon | 1-0               | Coupe d'Asie des nations 1988 - 1er tour (Groupe 1)                              |
| 30 octobre 1992    | Hiroshima    | Japon - Émirats arabes unis | 0-0               | Coupe d'Asie des nations 1992 - 1er tour (Groupe 1)                              |
| 18 avril 1993      | Tokyo        | Japon - Émirats arabes unis | 2-0               | Qualifications pour la Coupe du monde de football 1994 - 1er tour (Groupe F)     |
| 7 mai 1993         | Al Ain       | Émirats arabes unis - Japon | 1-1               | Qualifications pour la Coupe du monde de football 1994 - 1er tour (Groupe F)     |
| 3 octobre 1994     | Hiroshima    | Japon - Émirats arabes unis | 1-1               | Match amical                                                                     |
| 24 janvier 1995    | Abou Dhabi   | Émirats arabes unis - Japon | 1-1               | Match amical                                                                     |
| 19 septembre 1997  | Abou Dhabi   | Émirats arabes unis - Japon | 0-0               | Qualifications pour la Coupe du monde de football 1998 - Poule Finale (Groupe B) |
| 26 octobre 1997    | Tokyo        | Japon - Émirats arabes unis | 1-1               | Qualifications pour la Coupe du monde de football 1998 - Poule Finale (Groupe B) |
| 11 décembre 1998   | Thaïlande    | Japon - Émirats arabes unis | 0-1               | Jeux asiatiques de 1998 (2e tour, groupe J)                                      |
| 16 août 2000       | Hiroshima    | Japon - Émirats arabes unis | 3-1               | Match amical                                                                     |
| 27 mai 2005        | Tokyo        | Japon - Émirats arabes unis | 0-1               | Match amical                                                                     |
| 13 juillet 2007    | Hanoï        | Émirats arabes unis - Japon | 1-3               | Coupe d'Asie des nations 2007 - 1er tour (Groupe B)                              |
| 9 octobre 2008     | Niigata      | Japon - Émirats arabes unis | 1-1               | Match amical                                                                     |
| 6 septembre 2012   | Niigata      | Japon - Émirats arabes unis | 1-0               | Match amical                                                                     |
| 23 janvier 2015    | Canberra     | Japon - Émirats arabes unis | 1-1 (t.a.b : 4-5) | Coupe d'Asie des Nations 2015 (quart de finale)                                  |
| 1er septembre 2016 | Saitama      | Japon - Émirats arabes unis | 1-2               | Qualifications pour la Coupe du Monde 2018 (3e tour, groupe B)                   |
| 23 mars 2017       | Al-Aïn       | Émirats arabes unis - Japon | 0-2               | Qualifications pour la Coupe du Monde 2018 (3e tour, groupe B)                   |

#### Bilan
Total de matchs disputés : 20
- Victoires de l'équipe du Japon : 6
- Matchs nuls : 9
- Victoires de l'équipe des Émirats arabes unis : 5

### Jordanie

#### Confrontations
Confrontations entre les Émirats arabes unis et la Jordanie :
|    | Date             | Lieu       | Match                          | Score | Compétition                                                        |
| -- | ---------------- | ---------- | ------------------------------ | ----- | ------------------------------------------------------------------ |
| 1  | 26 octobre 1993  |            | Émirats arabes unis - Jordanie | 3-0   | Match amical                                                       |
| 2  | 28 octobre 1993  |            | Émirats arabes unis - Jordanie | 0-2   | Match amical                                                       |
| 3  | 8 avril 1997     | Manama     | Jordanie - Émirats arabes unis | 0-0   | Tours préliminaires à la Coupe du monde 1998 (zone Asie, 1er tour) |
| 4  | 26 avril 1997    | Charjah    | Émirats arabes unis - Jordanie | 2-0   | Tours préliminaires à la Coupe du monde 1998 (zone Asie, 1er tour) |
| 5  | 27 juillet 2004  | Pékin      | Jordanie - Émirats arabes unis | 0-0   | Coupe d'Asie des nations 2004 (gr. B)                              |
| 6  | 11 novembre 2004 |            | Émirats arabes unis - Jordanie | 4-0   | Match amical                                                       |
| 7  | 16 août 2006     | Amman      | Jordanie - Émirats arabes unis | 1-2   | Tour préliminaire à la Coupe d'Asie des nations 2007 (gr. C)       |
| 8  | 6 septembre 2006 | Dubaï      | Émirats arabes unis - Jordanie | 0-0   | Tour préliminaire à la Coupe d'Asie des nations 2007 (gr. C)       |
| 9  | 14 octobre 2009  | Dubaï      | Émirats arabes unis - Jordanie | 3-1   | Match amical                                                       |
| 10 | 30 décembre 2014 | Gold Coast | Émirats arabes unis - Jordanie | 1-0   | Match amical                                                       |
| 11 | 3 juin 2016      | Bangkok    | Émirats arabes unis - Jordanie | 1-3   | Tournoi amical (Demi-finale de la King's Cup 2016 (en))            |
| 12 | 24 mai 2021      | Dubaï      | Émirats arabes unis - Jordanie | 5-1   | Match amical                                                       |

#### Bilan
Au 27 janvier 2022 :
- Total de matchs disputés : 12
- Victoires des Émirats arabes unis : 7
- Matchs nuls : 3
- Victoires de la Jordanie : 2
- Total de buts marqués par les Émirats arabes unis : 21
- Total de buts marqués par la Jordanie : 8

## K

### Kazakhstan

#### Confrontations
Confrontations entre les Émirats arabes unis et le Kazakhstan :
|   | Date              | Lieu      | Match                            | Score | Compétition                                                       |
| - | ----------------- | --------- | -------------------------------- | ----- | ----------------------------------------------------------------- |
| 1 | 12 septembre 1997 | Abou Dabi | Émirats arabes unis - Kazakhstan | 4-0   | Tours préliminaires à la Coupe du monde 1998 (zone Asie, 2e tour) |
| 2 | 18 octobre 1997   | Almaty    | Kazakhstan - Émirats arabes unis | 3-0   | Tours préliminaires à la Coupe du monde 1998 (zone Asie, 2e tour) |
| 3 | 11 décembre 2000  | Abou Dabi | Émirats arabes unis - Kazakhstan | 5-2   | Match amical                                                      |
| 4 | 19 novembre 2022  | Abou Dabi | Émirats arabes unis - Kazakhstan | 2-1   | Match amical                                                      |

#### Bilan
Au 19 novembre 2022 :
- Total de matchs disputés : 4
- Victoires des Émirats arabes unis : 3
- Matchs nuls : 0
- Victoires du Kazakhstan : 1
- Total de buts marqués par les Émirats arabes unis : 11
- Total de buts marqués par le Kazakhstan : 6

### Kenya

#### Confrontations
Confrontations entre les Émirats arabes unis et le Kenya :
|   | Date             | Lieu | Match                       | Score | Compétition  |
| - | ---------------- | ---- | --------------------------- | ----- | ------------ |
| 1 | 21 décembre 2003 |      | Émirats arabes unis - Kenya | 2-2   | Match amical |

#### Bilan
Au 1er février 2022 :
- Total de matchs disputés : 3
- Victoires des Émirats arabes unis : 2
- Matchs nuls : 0
- Victoires du Kenya : 1
- Total de buts marqués par les Émirats arabes unis : 9
- Total de buts marqués par le Kenya : 5

### Kirghizistan

#### Confrontations
Confrontations entre les Émirats arabes unis et le Kirghizistan :
|   | Date             | Lieu      | Match                              | Score    | Compétition                                                                        |
| - | ---------------- | --------- | ---------------------------------- | -------- | ---------------------------------------------------------------------------------- |
| 1 | 21 janvier 2019  | Abou Dabi | Émirats arabes unis - Kirghizistan | 3-2 (ap) | Coupe d'Asie des nations 2019 (1/8 de finale)                                      |
| 2 | 30 décembre 2023 | Abou Dabi | Émirats arabes unis - Kirghizistan | 1-0      | Match amical                                                                       |
| 3 | 14 novembre 2024 | Abou Dabi | Émirats arabes unis - Kirghizistan | 3-0      | Troisième tour des éliminatoires de la zone Asie de la Coupe du monde 2026 (gr. A) |
| 4 | 10 juin 2025     | Bichkek   | Kirghizistan - Émirats arabes unis | 1-1      | Troisième tour des éliminatoires de la zone Asie de la Coupe du monde 2026 (gr. A) |

#### Bilan
Au 17 juin 2025 :
- Total de matchs disputés : 4
- Victoires des Émirats arabes unis : 3
- Matchs nuls : 1
- Victoires du Kirghizistan : 0
- Total de buts marqués par les Émirats arabes unis : 8
- Total de buts marqués par le Kirghizistan : 3

### Koweït

#### Confrontations
Confrontations entre le Koweït et les Émirats arabes unis :
|    | Date              | Lieu       | Match                        | Score           | Compétition                                                        |
| -- | ----------------- | ---------- | ---------------------------- | --------------- | ------------------------------------------------------------------ |
| 1  | 22 mars 1972      | Riyad      | Koweït - Émirats arabes unis | 7-0             | Coupe du Golfe des nations 1972 (en)                               |
| 2  | 15 mars 1974      | Koweït     | Koweït - Émirats arabes unis | 2-0             | Coupe du Golfe des nations 1974 (en) (tour préliminaire)           |
| 3  | 26 mars 1974      | Koweït     | Koweït - Émirats arabes unis | 6-0             | Coupe du Golfe des nations 1974 (en) (demi-finale)                 |
| 4  | 3 avril 1976      | Doha       | Koweït - Émirats arabes unis | 0-0             | Coupe du Golfe des nations 1976 (en)                               |
| 5  | 1er avril 1979    | Bagdad     | Koweït - Émirats arabes unis | 7-0             | Coupe du Golfe des nations 1979 (en)                               |
| 6  | 15 septembre 1980 | Koweït     | Koweït - Émirats arabes unis | 1-1             | Coupe d'Asie des nations 1980 (gr. 2)                              |
| 7  | 24 mars 1982      |            | Émirats arabes unis - Koweït | 0-2             | Coupe du Golfe des nations 1982 (en)                               |
| 8  | 10 mars 1984      | Mascate    | Émirats arabes unis - Koweït | 2-0             | Coupe du Golfe des nations 1984 (en)                               |
| 9  | 28 mars 1986      | Manama     | Koweït - Émirats arabes unis | 1-0             | Coupe du Golfe des nations 1986 (en)                               |
| 10 | 5 mars 1988       | Riyad      | Émirats arabes unis - Koweït | 1-0             | Coupe du Golfe des nations 1988 (en)                               |
| 11 | 13 janvier 1989   | Koweït     | Koweït - Émirats arabes unis | 3-2             | Tours préliminaires à la Coupe du monde 1990 (zone Asie, 1er tour) |
| 12 | 3 février 1989    | Charjah    | Émirats arabes unis - Koweït | 1-0             | Tours préliminaires à la Coupe du monde 1990 (zone Asie, 1er tour) |
| 13 | 9 mars 1990       | Koweït     | Koweït - Émirats arabes unis | 6-1             | Coupe du Golfe des nations 1990 (en)                               |
| 14 | 27 mai 1992       | Al-Aïn     | Émirats arabes unis - Koweït | 3-2             | Tour préliminaire à la Coupe d'Asie des nations 1992 (gr. 2)       |
| 15 | 28 novembre 1992  | Doha       | Koweït - Émirats arabes unis | 2-0             | Coupe du Golfe des nations 1992 (en)                               |
| 16 | 13 octobre 1994   | Hiroshima  | Koweït - Émirats arabes unis | 2-1 (ap)        | Jeux asiatiques de 1994 (quart de finale)                          |
| 17 | 9 novembre 1994   | Abou Dabi  | Émirats arabes unis - Koweït | 2-0             | Coupe du Golfe des nations 1994 (en)                               |
| 18 | 22 octobre 1996   | Mascate    | Koweït - Émirats arabes unis | 1-2             | Coupe du Golfe des nations 1996 (en)                               |
| 19 | 7 décembre 1996   | Abou Dabi  | Émirats arabes unis - Koweït | 3-2             | Coupe d'Asie des nations 1996 (gr. A)                              |
| 20 | 18 décembre 1996  | Abou Dabi  | Émirats arabes unis - Koweït | 1-0             | Coupe d'Asie des nations 1996 (demi-finale)                        |
| 21 | 1er octobre 1998  | Doha       | Émirats arabes unis - Koweït | 1-4             | Coupe arabe des nations 1998 (match pour la 3e place)              |
| 22 | 12 novembre 1998  | Manama     | Émirats arabes unis - Koweït | 1-4             | Coupe du Golfe des nations 1998 (en)                               |
| 23 | 7 décembre 1998   | Bangkok    | Émirats arabes unis - Koweït | 0-5             | Jeux asiatiques de 1998 (2e tour)                                  |
| 24 | 7 octobre 2000    |            | Émirats arabes unis - Koweït | 1-0             | Match amical                                                       |
| 25 | 29 janvier 2002   | Riyad      | Émirats arabes unis - Koweït | 1-2             | Coupe du Golfe des nations 2002 (en)                               |
| 26 | 29 décembre 2003  | Koweït     | Koweït - Émirats arabes unis | 0-2             | Coupe du Golfe des nations 2003 (en)                               |
| 27 | 19 juillet 2004   | Jinan      | Koweït - Émirats arabes unis | 3-1             | Coupe d'Asie des nations 2004 (gr. B)                              |
| 28 | 27 novembre 2004  |            | Émirats arabes unis - Koweït | 0-1             | Match amical                                                       |
| 29 | 3 décembre 2004   |            | Émirats arabes unis - Koweït | 1-1             | Match amical                                                       |
| 30 | 29 juillet 2005   | Genève     | Koweït - Émirats arabes unis | 1-1 (tab : 6-7) | Match amical                                                       |
| 31 | 23 janvier 2007   | Abou Dabi  | Émirats arabes unis - Koweït | 3-2             | Coupe du Golfe des nations 2007 (en) (gr. B)                       |
| 32 | 30 décembre 2008  | Dubaï      | Émirats arabes unis - Koweït | 0-0             | Match amical                                                       |
| 33 | 16 décembre 2009  | Koweït     | Koweït - Émirats arabes unis | 0-0             | Match amical                                                       |
| 34 | 6 février 2008    | Abou Dabi  | Émirats arabes unis - Koweït | 2-0             | Éliminatoires de la Coupe du monde 2010 (zone Asie, 3e tour)       |
| 35 | 14 juin 2008      | Al-Salmiya | Koweït - Émirats arabes unis | 2-3             | Éliminatoires de la Coupe du monde 2010 (zone Asie, 3e tour)       |
| 36 | 7 septembre 2010  | Abou Dabi  | Émirats arabes unis - Koweït | 3-0             | Match amical                                                       |
| 37 | 11 septembre 2012 | Dubaï      | Émirats arabes unis - Koweït | 3-0             | Match amical                                                       |
| 38 | 15 janvier 2013   | Riffa      | Émirats arabes unis - Koweït | 1-0             | Coupe du Golfe des nations 2013 (demi-finale)                      |
| 39 | 2 septembre 2011  | Al-Aïn     | Émirats arabes unis - Koweït | 2-3             | Éliminatoires de la Coupe du monde 2014 (zone Asie, 3e tour)       |
| 40 | 15 novembre 2011  | Koweït     | Koweït - Émirats arabes unis | 2-1             | Éliminatoires de la Coupe du monde 2014 (zone Asie, 3e tour)       |
| 41 | 17 novembre 2014  | Riyad      | Émirats arabes unis - Koweït | 2-2             | Coupe du Golfe des nations 2014 (gr. B)                            |
| 42 | 28 décembre 2017  | Koweït     | Koweït - Émirats arabes unis | 0-0             | Coupe du Golfe des nations 2017 (en) (gr. A)                       |
| 43 | 28 décembre 2018  | Dubaï      | Émirats arabes unis - Koweït | 0-2             | Match amical                                                       |
| 44 | 10 janvier 2023   | Bassorah   | Émirats arabes unis - Koweït | 0-1             | Coupe du Golfe des nations 2023 (gr. B)                            |
| 45 | 12 octobre 2023   | Dubaï      | Émirats arabes unis - Koweït | 1-0             | Match amical                                                       |
| 46 | 24 décembre 2024  | Koweït     | Émirats arabes unis - Koweït | 1-2             | Coupe du Golfe des nations 2024 (gr. A)                            |

#### Bilan
Au 30 décembre 2024 :
- Total de matchs disputés : 46
- Victoires du Koweït : 21
- Matchs nuls : 8
- Victoires des Émirats arabes unis : 17
- Total de buts marqués par le Koweït : 81
- Total de buts marqués par les Émirats arabes unis : 51

## L

### Laos
Confrontations entre les Émirats arabes unis et le Laos :
| Date              | Lieu      | Match                      | Score | Compétition  |
| ----------------- | --------- | -------------------------- | ----- | ------------ |
| 5 octobre 2013    | Shenzhen  | Émirats arabes unis - Laos | 2-0   | Match amical |
| 7 juin 2017       | Shah Alam | Émirats arabes unis - Laos | 4-0   | Match amical |
| 11 septembre 2018 | Palamós   | Émirats arabes unis - Laos | 3-0   | Match amical |

#### Bilan
Au 12 avril 2019 :
- Total de matchs disputés : 3
- Victoires de l'équipe des Émirats arabes unis : 3
- Victoires de l'équipe du Laos : 0
- Matchs nuls : 0

### Liban

#### Confrontations
Confrontations entre les Émirats arabes unis et le Liban :
|    | Date              | Lieu      | Match                       | Score | Compétition                                                                        |
| -- | ----------------- | --------- | --------------------------- | ----- | ---------------------------------------------------------------------------------- |
| 1  | 11 janvier 1979   | Abou Dabi | Émirats arabes unis - Liban | 0-0   | Tour préliminaire à la Coupe d'Asie des nations 1980 (gr. 1)                       |
| 2  | 19 mars 1997      |           | Émirats arabes unis - Liban | 2-1   | Match amical                                                                       |
| 3  | 21 octobre 1998   |           | Émirats arabes unis - Liban | 1-0   | Match amical                                                                       |
| 4  | 20 août 1999      | Amman     | Émirats arabes unis - Liban | 2-0   | Jeux panarabes de 1999 (gr. B)                                                     |
| 5  | 7 septembre 2000  |           | Liban - Émirats arabes unis | 0-1   | Match amical                                                                       |
| 6  | 10 septembre 2000 |           | Liban - Émirats arabes unis | 2-2   | Match amical                                                                       |
| 7  | 23 septembre 2007 | Dubaï     | Émirats arabes unis - Liban | 1-1   | Match amical                                                                       |
| 8  | 17 juillet 2011   | Al-Aïn    | Émirats arabes unis - Liban | 6-2   | Match amical                                                                       |
| 9  | 2 septembre 2011  | Beyrouth  | Liban - Émirats arabes unis | 3-1   | Éliminatoires de la Coupe du monde 2014 (zone Asie, 3e tour)                       |
| 10 | 29 février 2012   | Abou Dabi | Émirats arabes unis - Liban | 4-2   | Éliminatoires de la Coupe du monde 2014 (zone Asie, 3e tour)                       |
| 11 | 6 novembre 2014   | Al-Hassa  | Émirats arabes unis - Liban | 3-2   | Match amical                                                                       |
| 12 | 2 septembre 2021  | Dubaï     | Émirats arabes unis - Liban | 0-0   | Troisième tour des éliminatoires de la zone Asie de la Coupe du monde 2022 (gr. A) |
| 13 | 16 novembre 2021  | Sidon     | Liban - Émirats arabes unis | 0-1   | Troisième tour des éliminatoires de la zone Asie de la Coupe du monde 2022 (gr. A) |
| 14 | 30 décembre 2022  | Dubaï     | Émirats arabes unis - Liban | 1-0   | Match amical                                                                       |
| 15 | 17 octobre 2023   | Dubaï     | Émirats arabes unis - Liban | 2-1   | Match amical                                                                       |

#### Bilan
Au 18 octobre 2023 :
- Total de matchs disputés : 15
- Victoires des Émirats arabes unis : 10
- Matchs nuls : 4
- Victoires du Liban : 1
- Total de buts marqués par les Émirats arabes unis : 27
- Total de buts marqués par le Liban : 14

### Libye

#### Confrontations
Confrontations entre les Émirats arabes unis et la Libye :
|   | Date              | Lieu     | Match                       | Score | Compétition                              |
| - | ----------------- | -------- | --------------------------- | ----- | ---------------------------------------- |
| 1 | 11 août 1973      | Benghazi | Libye - Émirats arabes unis | 2-2   | Match amical                             |
| 2 | 16 septembre 1998 |          | Émirats arabes unis - Libye | 5-1   | Match amical                             |
| 3 | 27 août 1999      | Amman    | Émirats arabes unis - Libye | 0-1   | Jeux panarabes de 1999 (quart de finale) |
| 4 | 2 décembre 2005   | Charjah  | Émirats arabes unis - Libye | 1-1   | Match amical                             |

#### Bilan
Au 12 avril 2019 :
- Total de matchs disputés : 4
- Victoires des Émirats arabes unis : 1
- Matchs nuls : 2
- Victoires de la Libye : 1
- Total de buts marqués par les Émirats arabes unis : 8
- Total de buts marqués par la Libye : 5

### Lituanie

#### Confrontations
Confrontations entre les Émirats arabes unis et la Lituanie :
|   | Date             | Lieu | Match                          | Score | Compétition  |
| - | ---------------- | ---- | ------------------------------ | ----- | ------------ |
| 1 | 3 septembre 2014 | Linz | Lituanie - Émirats arabes unis | 1-1   | Match amical |

#### Bilan
Au 12 avril 2019 :
- Total de matchs disputés : 1
- Victoires des Émirats arabes unis : 0
- Matchs nuls : 1
- Victoires de la Lituanie : 0
- Total de buts marqués par les Émirats arabes unis : 1
- Total de buts marqués par la Lituanie : 1

## M

### Malaisie

#### Confrontations
Confrontations entre les Émirats arabes unis et la Malaisie :
|    | Date              | Lieu          | Match                          | Score | Compétition                                                                       |
| -- | ----------------- | ------------- | ------------------------------ | ----- | --------------------------------------------------------------------------------- |
| 1  | 20 septembre 1980 | Koweït        | Malaisie - Émirats arabes unis | 2-0   | Coupe d'Asie des nations 1980 (gr. 2)                                             |
| 2  | 12 septembre 1981 | Kuala Lumpur  | Malaisie - Émirats arabes unis | 0-1   | Tournoi Merdeka 1981 (ms) (gr. A)                                                 |
| 3  | 7 août 1982       | Kuala Lumpur  | Malaisie - Émirats arabes unis | 1-0   | Tournoi Merdeka 1982 (ms) (gr. A)                                                 |
| 4  | 21 juin 2007      | Petaling Jaya | Malaisie - Émirats arabes unis | 1-3   | Match amical                                                                      |
| 5  | 21 janvier 2009   | Petaling Jaya | Malaisie - Émirats arabes unis | 0-5   | Éliminatoires de la Coupe d'Asie des nations 2011 (gr. C)                         |
| 6  | 6 janvier 2010    | Dubaï         | Émirats arabes unis - Malaisie | 1-0   | Éliminatoires de la Coupe d'Asie des nations 2011 (gr. C)                         |
| 7  | 3 septembre 2015  | Abou Dabi     | Émirats arabes unis - Malaisie | 10-0  | Éliminatoires de la Coupe d'Asie des nations 2019 (2e tour)                       |
| 8  | 17 novembre 2015  | Shah Alam     | Malaisie - Émirats arabes unis | 1-2   | Éliminatoires de la Coupe d'Asie des nations 2019 (2e tour)                       |
| 9  | 10 septembre 2019 | Kuala Lumpur  | Malaisie - Émirats arabes unis | 1-2   | Deuxième tour des éliminatoires de la zone Asie de la Coupe du monde 2022 (gr. G) |
| 10 | 3 juin 2021       | Dubaï         | Émirats arabes unis - Malaisie | 4-0   | Deuxième tour des éliminatoires de la zone Asie de la Coupe du monde 2022 (gr. G) |

#### Bilan
Au 6 décembre 2021 :
- Total de matchs disputés : 10
- Victoires des Émirats arabes unis : 8
- Matchs nuls : 0
- Victoires de la Malaisie : 2
- Total de buts marqués par les Émirats arabes unis : 28
- Total de buts marqués par la Malaisie : 6

### Malte

#### Confrontations
Confrontations entre les Émirats arabes unis et Malte :
|   | Date             | Lieu      | Match                       | Score | Compétition  |
| - | ---------------- | --------- | --------------------------- | ----- | ------------ |
| 1 | 13 novembre 1996 | Abou Dabi | Émirats arabes unis - Malte | 1-1   | Match amical |
| 2 | 15 novembre 1996 | Abou Dabi | Émirats arabes unis - Malte | 0-0   | Match amical |

#### Bilan
Au 12 avril 2019 :
- Total de matchs disputés : 2
- Victoires des Émirats arabes unis : 0
- Matchs nuls : 2
- Victoires de Malte : 0
- Total de buts marqués par les Émirats arabes unis : 1
- Total de buts marqués par Malte : 1

### Maroc
Confrontations entre les Émirats arabes unis et le Maroc :
|   | Date              | Lieu  | Match                       | Score | Compétition                          |
| - | ----------------- | ----- | --------------------------- | ----- | ------------------------------------ |
| 1 | 4 février 1994    | Dubaï | Émirats arabes unis - Maroc | 1-1   | Match amical                         |
| 2 | 26 mars 1996      | Dubaï | Émirats arabes unis - Maroc | 1-0   | Match amical                         |
| 3 | 23 septembre 1998 | Doha  | Maroc - Émirats arabes unis | 1-0   | Coupe arabe des nations 1998 (gr. 3) |
| 4 | 14 février 2001   | Dubaï | Émirats arabes unis - Maroc | 1-1   | Match amical                         |

#### Bilan
Au 12 avril 2019 :
- Total de matchs disputés : 4
- Victoires des Émirats arabes unis : 1
- Matchs nuls : 2
- Victoires du Maroc : 1
- Total de buts marqués par les Émirats arabes unis : 3
- Total de buts marqués par le Maroc : 3

### Mauritanie
Confrontations entre les Émirats arabes unis et la Mauritanie
| Date            | Lieu | Match                            | Score | Compétition                                      |
| --------------- | ---- | -------------------------------- | ----- | ------------------------------------------------ |
| 3 décembre 2021 | Doha | Mauritanie - Émirats arabes unis | 0-1   | Coupe arabe de la FIFA 2021 (1er tour, groupe B) |

#### Bilan
Au 6 décembre 2021 :
- Total de matchs disputés : 1
- Victoires des Émirats arabes unis : 1
- Matchs nuls : 0
- Victoires de la Mauritanie : 0
- Total de buts marqués par les Émirats arabes unis : 1
- Total de buts marqués par la Mauritanie : 0

### Moldavie

#### Confrontations
Confrontations entre les Émirats arabes unis et la Moldavie :
|   | Date        | Lieu | Match                          | Score | Compétition  |
| - | ----------- | ---- | ------------------------------ | ----- | ------------ |
| 1 | 29 mai 2010 | Anif | Moldavie - Émirats arabes unis | 2-3   | Match amical |

#### Bilan
Au 12 avril 2019 :
- Total de matchs disputés : 1
- Victoires des Émirats arabes unis : 1
- Matchs nuls : 0
- Victoires de la Moldavie : 0
- Total de buts marqués par les Émirats arabes unis : 3
- Total de buts marqués par la Moldavie : 2

## N

### Népal

#### Confrontations
Confrontations entre les Émirats arabes unis et le Népal :
|   | Date             | Lieu    | Match                       | Score | Compétition                                                                       |
| - | ---------------- | ------- | --------------------------- | ----- | --------------------------------------------------------------------------------- |
| 1 | 26 octobre 1984  | Djeddah | Émirats arabes unis - Népal | 11-0  | Tour préliminaire à la Coupe d'Asie des nations 1984 (gr. 2)                      |
| 2 | 16 novembre 2023 | Dubaï   | Émirats arabes unis - Népal | 4-0   | Deuxième tour des éliminatoires de la zone Asie de la Coupe du monde 2026 (gr. H) |
| 3 | 6 juin 2024      | Dammam  | Népal - Émirats arabes unis | 0-4   | Deuxième tour des éliminatoires de la zone Asie de la Coupe du monde 2026 (gr. H) |

#### Bilan
Au 12 juin 2024 :
- Total de matchs disputés : 3
- Victoires des Émirats arabes unis : 3
- Matchs nuls : 0
- Victoires du Népal : 0
- Total de buts marqués par les Émirats arabes unis : 19
- Total de buts marqués par le Népal : 0

### Norvège

#### Confrontations
Confrontations entre les Émirats arabes unis et la Norvège :
|   | Date            | Lieu      | Match                         | Score | Compétition  |
| - | --------------- | --------- | ----------------------------- | ----- | ------------ |
| 1 | 29 mars 1997    | Charjah   | Émirats arabes unis - Norvège | 1-4   | Match amical |
| 2 | 26 janvier 2003 | Charjah   | Émirats arabes unis - Norvège | 1-1   | Match amical |
| 3 | 27 août 2014    | Stavanger | Norvège - Émirats arabes unis | 0-0   | Match amical |

#### Bilan
Au 12 avril 2019 :
- Total de matchs disputés : 3
- Victoires des Émirats arabes unis : 0
- Matchs nuls : 2
- Victoires de la Norvège : 1
- Total de buts marqués par les Émirats arabes unis : 2
- Total de buts marqués par la Norvège : 5

### Nouvelle-Zélande

#### Confrontations
Confrontations entre les Émirats arabes unis et la Nouvelle-Zélande :
|   | Date              | Lieu         | Match                                  | Score | Compétition                       |
| - | ----------------- | ------------ | -------------------------------------- | ----- | --------------------------------- |
| 1 | 10 septembre 1981 | Kuala Lumpur | Émirats arabes unis - Nouvelle-Zélande | 1-0   | Tournoi Merdeka 1981 (ms) (gr. A) |
| 2 | 9 septembre 2013  | Riyad        | Émirats arabes unis - Nouvelle-Zélande | 2-0   | Match amical                      |

#### Bilan
Au 12 avril 2019 :
- Total de matchs disputés : 1
- Victoires des Émirats arabes unis : 1
- Matchs nuls : 0
- Victoires de la Nouvelle-Zélande : 0
- Total de buts marqués par les Émirats arabes unis : 3
- Total de buts marqués par la Nouvelle-Zélande : 2

## O

### Oman

#### Confrontations
Confrontations entre Oman et les Émirats arabes unis :
|    | Date              | Lieu         | Match                      | Score           | Compétition                                                     |
| -- | ----------------- | ------------ | -------------------------- | --------------- | --------------------------------------------------------------- |
| 1  | 10 avril 1976     | Doha         | Émirats arabes unis - Oman | 1-1             | Coupe du Golfe des nations 1976 (en)                            |
| 2  | 9 avril 1979      | Bagdad       | Émirats arabes unis - Oman | 4-0             | Coupe du Golfe des nations 1979 (en)                            |
| 3  | 2 avril 1982      |              | Émirats arabes unis - Oman | 3-1             | Coupe du Golfe des nations 1982 (en)                            |
| 4  | 21 mars 1984      | Mascate      | Oman - Émirats arabes unis | 1-1             | Coupe du Golfe des nations 1984 (en)                            |
| 5  | 24 octobre 1984   | Djeddah      | Émirats arabes unis - Oman | 8-0             | Tour préliminaire à la Coupe d'Asie des nations 1984 (gr. 2)    |
| 6  | 30 mars 1986      | Manama       | Émirats arabes unis - Oman | 1-0             | Coupe du Golfe des nations 1986 (en)                            |
| 7  | 29 septembre 1986 | Daegu        | Émirats arabes unis - Oman | 0-0             | Jeux asiatiques de 1986 (gr. A)                                 |
| 8  | 17 mars 1988      | Riyad        | Émirats arabes unis - Oman | 1-0             | Coupe du Golfe des nations 1988 (en)                            |
| 9  | 22 février 1990   | Koweït       | Émirats arabes unis - Oman | 1-1             | Coupe du Golfe des nations 1990 (en)                            |
| 10 | 9 décembre 1992   | Doha         | Émirats arabes unis - Oman | 1-0             | Coupe du Golfe des nations 1992 (en)                            |
| 11 | 16 novembre 1994  | Abou Dabi    | Émirats arabes unis - Oman | 2-0             | Coupe du Golfe des nations 1994 (en)                            |
| 12 | 24 octobre 1996   | Mascate      | Oman - Émirats arabes unis | 0-0             | Coupe du Golfe des nations 1996 (en)                            |
| 13 | 3 novembre 1998   | Manama       | Émirats arabes unis - Oman | 3-2             | Coupe du Golfe des nations 1998 (en)                            |
| 14 | 21 février 2000   |              | Oman - Émirats arabes unis | 0-1             | Match amical                                                    |
| 15 | 27 mars 2001      |              | Oman - Émirats arabes unis | 2-1             | Match amical                                                    |
| 16 | 14 septembre 2001 | Mascate      | Oman - Émirats arabes unis | 1-1             | Tour préliminaire à la Coupe du monde 2002 (zone Asie, 2e tour) |
| 17 | 19 octobre 2001   | Abou Dabi    | Émirats arabes unis - Oman | 2-2             | Tour préliminaire à la Coupe du monde 2002 (zone Asie, 2e tour) |
| 18 | 17 janvier 2002   | Riyad        | Émirats arabes unis - Oman | 1-0             | Coupe du Golfe des nations 2002 (en)                            |
| 19 | 31 décembre 2003  | Koweït       | Oman - Émirats arabes unis | 2-0             | Coupe du Golfe des nations 2003 (en)                            |
| 20 | 13 décembre 2004  | Doha         | Oman - Émirats arabes unis | 2-1             | Coupe du Golfe des nations 2004 (en) (gr. A)                    |
| 21 | 11 octobre 2005   |              | Émirats arabes unis - Oman | 2-2             | Match amical                                                    |
| 22 | 22 février 2006   | Dubaï        | Émirats arabes unis - Oman | 1-0             | Tour préliminaire à la Coupe d'Asie des nations 2007 (gr. C)    |
| 23 | 11 octobre 2006   | Mascate      | Oman - Émirats arabes unis | 2-1             | Tour préliminaire à la Coupe d'Asie des nations 2007 (gr. C)    |
| 24 | 17 janvier 2007   | Abou Dabi    | Émirats arabes unis - Oman | 1-2             | Coupe du Golfe des nations 2007 (en) (gr. B)                    |
| 25 | 30 janvier 2007   | Abou Dabi    | Émirats arabes unis - Oman | 1-0             | Coupe du Golfe des nations 2007 (en) (finale)                   |
| 26 | 19 mars 2008      | Mascate      | Oman - Émirats arabes unis | 1-1             | Match amical                                                    |
| 27 | 26 novembre 2010  | Aden         | Émirats arabes unis - Oman | 0-0             | Coupe du Golfe des nations 2010 (gr. B)                         |
| 28 | 11 janvier 2013   | Madinat 'Isa | Oman - Émirats arabes unis | 0-2             | Coupe du Golfe des nations 2013 (gr. A)                         |
| 29 | 14 novembre 2014  | Riyad        | Émirats arabes unis - Oman | 0-0             | Coupe du Golfe des nations 2014 (gr. B)                         |
| 30 | 25 novembre 2014  | Riyad        | Émirats arabes unis - Oman | 1-0             | Coupe du Golfe des nations 2014 (match pour la 3e place)        |
| 31 | 22 décembre 2017  | Koweït       | Oman - Émirats arabes unis | 0-1             | Coupe du Golfe des nations 2017 (en) (gr. A)                    |
| 32 | 5 janvier 2018    | Koweït       | Oman - Émirats arabes unis | 0-0 (tab : 5-4) | Coupe du Golfe des nations 2017 (en) (gr. A)                    |
| 33 | 6 janvier 2024    | Abou Dabi    | Émirats arabes unis - Oman | 0-1             | Match amical                                                    |
| 34 | 27 décembre 2024  | Koweït       | Émirats arabes unis - Oman | 1-1             | Coupe du Golfe des nations 2024 (gr. A)                         |

#### Bilan
Au 30 décembre 2024 :
- Total de matchs disputés : 34
- Victoires d'Oman : 6
- Matchs nuls : 13
- Victoires des Émirats arabes unis : 15
- Total de buts marqués par Oman : 24
- Total de buts marqués par les Émirats arabes unis : 45

### Ouzbékistan

#### Confrontations
Confrontations entre les Émirats arabes unis et l'Ouzbékistan :
|    | Date              | Lieu      | Match                             | Score | Compétition                                                                        |
| -- | ----------------- | --------- | --------------------------------- | ----- | ---------------------------------------------------------------------------------- |
| 1  | 27 septembre 1997 | Tachkent  | Ouzbékistan - Émirats arabes unis | 2-3   | Tours préliminaires à la Coupe du monde 1998 (zone Asie, 2e tour)                  |
| 2  | 2 novembre 1997   | Abou Dabi | Émirats arabes unis - Ouzbékistan | 0-0   | Tours préliminaires à la Coupe du monde 1998 (zone Asie, 2e tour)                  |
| 3  | 27 novembre 1999  | Abou Dabi | Émirats arabes unis - Ouzbékistan | 0-1   | Tour préliminaire à la Coupe d'Asie des nations 2000 (gr. 3)                       |
| 4  | 17 août 2001      | Abou Dabi | Émirats arabes unis - Ouzbékistan | 4-1   | Tour préliminaire à la Coupe du monde 2002 (zone Asie, 2e tour)                    |
| 5  | 22 septembre 2001 | Tachkent  | Ouzbékistan - Émirats arabes unis | 0-1   | Tour préliminaire à la Coupe du monde 2002 (zone Asie, 2e tour)                    |
| 6  | 11 octobre 2003   | Dubaï     | Émirats arabes unis - Ouzbékistan | 2-2   | Match amical                                                                       |
| 7  | 28 janvier 2009   | Charjah   | Émirats arabes unis - Ouzbékistan | 0-1   | Éliminatoires de la Coupe d'Asie des nations 2011 (gr. C)                          |
| 8  | 3 mars 2010       | Tachkent  | Ouzbékistan - Émirats arabes unis | 0-1   | Éliminatoires de la Coupe d'Asie des nations 2011 (gr. C)                          |
| 9  | 29 janvier 2012   | Dubaï     | Émirats arabes unis - Ouzbékistan | 1-0   | Match amical                                                                       |
| 10 | 12 octobre 2012   | Dubaï     | Émirats arabes unis - Ouzbékistan | 2-2   | Match amical                                                                       |
| 11 | 22 mars 2013      | Abou Dabi | Émirats arabes unis - Ouzbékistan | 2-1   | Éliminatoires de la Coupe d'Asie des nations 2015 (gr. E)                          |
| 12 | 5 mars 2014       | Tachkent  | Ouzbékistan - Émirats arabes unis | 1-1   | Éliminatoires de la Coupe d'Asie des nations 2015 (gr. E)                          |
| 13 | 14 octobre 2014   | Dubaï     | Émirats arabes unis - Ouzbékistan | 0-4   | Match amical                                                                       |
| 14 | 14 novembre 2017  | Al-Aïn    | Émirats arabes unis - Ouzbékistan | 1-0   | Match amical                                                                       |
| 15 | 12 octobre 2020   | Dubaï     | Émirats arabes unis - Ouzbékistan | 1-2   | Match amical                                                                       |
| 16 | 15 octobre 2024   | Tachkent  | Ouzbékistan - Émirats arabes unis | 1-0   | Troisième tour des éliminatoires de la zone Asie de la Coupe du monde 2026 (gr. A) |
| 17 | 5 juin 2025       | Abou Dabi | Émirats arabes unis - Ouzbékistan | 0-0   | Troisième tour des éliminatoires de la zone Asie de la Coupe du monde 2026 (gr. A) |

#### Bilan
Au 7 juin 2025 :
- Total de matchs disputés : 17
- Victoires des Émirats arabes unis : 7
- Matchs nuls : 5
- Victoires de l'Ouzbékistan : 5
- Total de buts marqués par les Émirats arabes unis : 19
- Total de buts marqués par l'Ouzbékistan : 18

## P

### Pakistan

#### Confrontations
Confrontations entre le Pakistan et les Émirats arabes unis :
|   | Date              | Lieu      | Match                          | Score | Compétition                                                        |
| - | ----------------- | --------- | ------------------------------ | ----- | ------------------------------------------------------------------ |
| 1 | 21 septembre 1986 | Daegu     | Émirats arabes unis - Pakistan | 1-0   | Jeux asiatiques de 1986 (gr. A)                                    |
| 2 | 20 janvier 1989   | Charjah   | Émirats arabes unis - Pakistan | 5-0   | Tours préliminaires à la Coupe du monde 1990 (zone Asie, 1er tour) |
| 3 | 10 février 1989   | Islamabad | Pakistan - Émirats arabes unis | 1-4   | Tours préliminaires à la Coupe du monde 1990 (zone Asie, 1er tour) |
| 4 | 1er mars 2006     | Karachi   | Pakistan - Émirats arabes unis | 1-4   | Tour préliminaire à la Coupe d'Asie des nations 2007 (gr. C)       |
| 5 | 15 novembre 2006  | Abou Dabi | Émirats arabes unis - Pakistan | 3-2   | Tour préliminaire à la Coupe d'Asie des nations 2007 (gr. C)       |

#### Bilan
Au 12 avril 2019 :
- Total de matchs disputés : 5
- Victoires du Pakistan : 0
- Matchs nuls : 0
- Victoires des Émirats arabes unis : 5
- Total de buts marqués par le Pakistan : 4
- Total de buts marqués par les Émirats arabes unis : 17

### Palestine

#### Confrontations
Confrontations entre les Émirats arabes unis et la Palestine :
|   | Date             | Lieu      | Match                           | Score | Compétition                                                 |
| - | ---------------- | --------- | ------------------------------- | ----- | ----------------------------------------------------------- |
| 1 | 23 août 1999     | Irbid     | Palestine - Émirats arabes unis | 1-0   | Jeux panarabes de 1999 (quart de finale)                    |
| 2 | 10 octobre 2009  | Dubaï     | Émirats arabes unis - Palestine | 1-1   | Match amical                                                |
| 3 | 24 février 2012  | Abou Dabi | Émirats arabes unis - Palestine | 3-0   | Match amical                                                |
| 4 | 8 septembre 2015 | Al-Ram    | Palestine - Émirats arabes unis | 0-0   | Éliminatoires de la Coupe d'Asie des nations 2019 (2e tour) |
| 5 | 24 mars 2016     | Abou Dabi | Émirats arabes unis - Palestine | 2-0   | Éliminatoires de la Coupe d'Asie des nations 2019 (2e tour) |
| 6 | 18 janvier 2024  | Al Wakrah | Palestine - Émirats arabes unis | 1-1   | Coupe d'Asie des nations 2024 (gr. C)                       |

#### Bilan
Au 18 janvier 2024 :
- Total de matchs disputés : 6
- Victoires des Émirats arabes unis : 2
- Matchs nuls : 3
- Victoires de la Palestine : 1
- Total de buts marqués par les Émirats arabes unis : 7
- Total de buts marqués par la Palestine : 3

### Paraguay

#### Confrontations
Confrontations entre les Émirats arabes unis et le Paraguay en matchs officiels.
|   | Date              | Lieu            | Match                          | Score | Compétition  |
| - | ----------------- | --------------- | ------------------------------ | ----- | ------------ |
| 1 | 7 septembre 2014  | Villach         | Paraguay - Émirats arabes unis | 0-0   | Match amical |
| 2 | 23 septembre 2022 | Wiener Neustadt | Paraguay - Émirats arabes unis | 1-0   | Match amical |

#### Bilan
- Total de matchs disputés : 2
- Victoires du Paraguay : 1
- Victoires des Émirats arabes unis : 0
- Matchs nuls : 1
- Total de buts marqués par le Paraguay : 1
- Total de buts marqués par les Émirats arabes unis : 0

### Pérou

#### Confrontations
Confrontations entre le Pérou et les Émirats arabes unis :
|   | Date        | Lieu   | Match                       | Score | Compétition      |
| - | ----------- | ------ | --------------------------- | ----- | ---------------- |
| 1 | 24 mai 2005 | Toyota | Émirats arabes unis - Pérou | 0-0   | Coupe Kirin 2005 |

#### Bilan
Au 12 avril 2019 :
- Total de matchs disputés : 1
- Victoires du Pérou : 0
- Matchs nuls : 1
- Victoires des Émirats arabes unis : 0
- Total de buts marqués par le Pérou : 0
- Total de buts marqués par les Émirats arabes unis : 0

### Philippines

#### Confrontations
Confrontations entre les Philippines et les Émirats arabes unis :
|   | Date            | Lieu      | Match                             | Score | Compétition  |
| - | --------------- | --------- | --------------------------------- | ----- | ------------ |
| 1 | 9 novembre 2013 | Abou Dabi | Émirats arabes unis - Philippines | 4-0   | Match amical |

#### Bilan
Au 12 avril 2019 :
- Total de matchs disputés : 1
- Victoires des Philippines : 0
- Matchs nuls : 0
- Victoires des Émirats arabes unis : 1
- Total de buts marqués par les Philippines : 0
- Total de buts marqués par les Émirats arabes unis : 4

### Pologne
| Date              | Lieu      | Match                         | Score | Compétition  |
| ----------------- | --------- | ----------------------------- | ----- | ------------ |
| 21 mai 1990       | Marseille | Émirats arabes unis - Pologne | 0-4   | Match amical |
| 25 septembre 1996 | Wodzislaw | Pologne - Émirats arabes unis | 1-0   | Match amical |
| 6 décembre 2006   | Abou Dabi | Émirats arabes unis - Pologne | 2-5   | Match amical |

#### Bilan
- Total de matchs disputés : 3
- Victoires de l'équipe de Pologne : 3
- Victoires de l'équipe des Émirats arabes unis : 0
- Matchs nuls : 0

## Q

### Qatar

#### Confrontations
Confrontations entre le Qatar et les Émirats arabes unis :
|    | Date              | Lieu              | Match                       | Score           | Compétition                                                                        |
| -- | ----------------- | ----------------- | --------------------------- | --------------- | ---------------------------------------------------------------------------------- |
| 1  | 17 mars 1972      | Riyad             | Émirats arabes unis - Qatar | 1-0             | Coupe du Golfe des nations 1972 (en)                                               |
| 2  | 28 mars 1974      | Koweït            | Qatar - Émirats arabes unis | 1-1 (tab : 4-1) | Coupe du Golfe des nations 1974 (en) (match pour la 3e place)                      |
| 3  | 1er avril 1976    | Doha              | Qatar - Émirats arabes unis | 3-1             | Coupe du Golfe des nations 1976 (en)                                               |
| 4  | 29 mars 1979      | Bagdad            | Qatar - Émirats arabes unis | 1-0             | Coupe du Golfe des nations 1979 (en)                                               |
| 5  | 17 septembre 1980 | Koweït            | Qatar - Émirats arabes unis | 2-1             | Coupe d'Asie des nations 1980 (gr. 2)                                              |
| 6  | 19 mars 1982      |                   | Émirats arabes unis - Qatar | 1-0             | Coupe du Golfe des nations 1982 (en)                                               |
| 7  | 12 mars 1984      | Mascate           | Émirats arabes unis - Qatar | 1-0             | Coupe du Golfe des nations 1984 (en)                                               |
| 8  | 7 avril 1986      | Manama            | Qatar - Émirats arabes unis | 3-2             | Coupe du Golfe des nations 1986 (en)                                               |
| 9  | 8 mars 1988       | Riyad             | Qatar - Émirats arabes unis | 2-1             | Coupe du Golfe des nations 1988 (en)                                               |
| 10 | 5 décembre 1988   | Doha              | Qatar - Émirats arabes unis | 2-1             | Coupe d'Asie des nations 1988 (gr. 1)                                              |
| 11 | 24 octobre 1989   | Singapour         | Émirats arabes unis - Qatar | 1-1             | Tours préliminaires à la Coupe du monde 1990 (zone Asie, tour final)               |
| 12 | 27 février 1990   | Koweït            | Qatar - Émirats arabes unis | 0-0             | Coupe du Golfe des nations 1990 (en)                                               |
| 13 | 6 décembre 1992   | Doha              | Qatar - Émirats arabes unis | 1-0             | Coupe du Golfe des nations 1992 (en)                                               |
| 14 | 9 octobre 1994    | Hiroshima         | Émirats arabes unis - Qatar | 2-2             | Jeux asiatiques de 1994 (gr. D)                                                    |
| 15 | 3 novembre 1994   | Abou Dabi         | Émirats arabes unis - Qatar | 2-0             | Coupe du Golfe des nations 1994 (en)                                               |
| 16 | 16 octobre 1996   | Mascate           | Émirats arabes unis - Qatar | 0-1             | Coupe du Golfe des nations 1996 (en)                                               |
| 17 | 29 septembre 1998 | Doha              | Qatar - Émirats arabes unis | 2-1             | Coupe arabe des nations 1998 (demi-finale)                                         |
| 18 | 5 novembre 1998   | Manama            | Qatar - Émirats arabes unis | 0-0             | Coupe du Golfe des nations 1998 (en)                                               |
| 19 | 31 août 2001      | Abou Dabi         | Émirats arabes unis - Qatar | 0-2             | Tour préliminaire à la Coupe du monde 2002 (zone Asie, 2e tour)                    |
| 20 | 4 octobre 2001    | Doha              | Qatar - Émirats arabes unis | 1-2             | Tour préliminaire à la Coupe du monde 2002 (zone Asie, 2e tour)                    |
| 21 | 20 janvier 2002   | Riyad             | Émirats arabes unis - Qatar | 0-2             | Coupe du Golfe des nations 2002 (en)                                               |
| 22 | 3 janvier 2004    | Koweït            | Émirats arabes unis - Qatar | 0-0             | Coupe du Golfe des nations 2003 (en)                                               |
| 23 | 10 décembre 2004  | Doha              | Qatar - Émirats arabes unis | 2-2             | Coupe du Golfe des nations 2004 (en) (gr. A)                                       |
| 24 | 16 juillet 2007   | Hô-Chi-Minh-Ville | Qatar - Émirats arabes unis | 1-2             | Coupe d'Asie des nations 2007 (gr. B)                                              |
| 25 | 8 janvier 2009    | Mascate           | Qatar - Émirats arabes unis | 0-0             | Coupe du Golfe des nations 2009 (gr. B)                                            |
| 26 | 25 août 2011      | Al-Aïn            | Émirats arabes unis - Qatar | 3-1             | Match amical                                                                       |
| 27 | 5 janvier 2013    | Madinat 'Isa      | Émirats arabes unis - Qatar | 3-1             | Coupe du Golfe des nations 2013 (gr. A)                                            |
| 28 | 11 janvier 2015   | Canberra          | Émirats arabes unis - Qatar | 4-1             | Coupe d'Asie des Nations 2015 (gr. C)                                              |
| 29 | 29 janvier 2019   | Abou Dabi         | Émirats arabes unis - Qatar | 0-4             | Coupe d'Asie des Nations 2019 (demi-finale)                                        |
| 30 | 2 décembre 2019   | Doha              | Qatar - Émirats arabes unis | 4-2             | 1er tour de la Coupe du Golfe 2019 (en)                                            |
| 31 | 10 décembre 2021  | Al-Khor           | Qatar - Émirats arabes unis | 5-0             | Coupe arabe de la FIFA 2021 (quart de finale)                                      |
| 32 | 13 janvier 2023   | Bassorah          | Qatar - Émirats arabes unis | 1-1             | Coupe du Golfe des nations 2023 (gr. B)                                            |
| 33 | 5 septembre 2024  | Al Rayyan         | Qatar - Émirats arabes unis | 1-3             | Troisième tour des éliminatoires de la zone Asie de la Coupe du monde 2026 (gr. A) |
| 34 | 19 novembre 2024  | Abou Dabi         | Émirats arabes unis - Qatar | 5-0             | Troisième tour des éliminatoires de la zone Asie de la Coupe du monde 2026 (gr. A) |
| 35 | 21 décembre 2024  | Koweït            | Qatar - Émirats arabes unis | 1-1             | Coupe du Golfe des nations 2024 (gr. A)                                            |

#### Bilan
Au 22 décembre 2024 :
- Total de matchs disputés : 35
- Victoires du Qatar : 14
- Matchs nuls : 10
- Victoires des Émirats arabes unis : 11
- Total de buts marqués par le Qatar : 48
- Total de buts marqués par les Émirats arabes unis : 44

## R

### République dominicaine
Liste des confrontations entre les Émirats arabes unis et la République dominicaine.
| Date         | Lieu  | Match                                        | Score | Compétition  |
| ------------ | ----- | -------------------------------------------- | ----- | ------------ |
| 30 août 2019 | Riffa | Émirats arabes unis - République dominicaine | 4-0   | Match amical |

#### Bilan
Au 1er février 2022 :
- Total de matchs disputés : 1
- Victoires de l'équipe des Émirats arabes unis : 1
- Victoires de l'équipe de République dominicaine : 0
- Matchs nuls : 0

### Roumanie

#### Confrontations
Confrontations entre les Émirats arabes unis et la Roumanie :
|   | Date              | Lieu     | Match                          | Score | Compétition  |
| - | ----------------- | -------- | ------------------------------ | ----- | ------------ |
| 1 | 18 septembre 1996 | Bucarest | Roumanie - Émirats arabes unis | 1-2   | Match amical |

#### Bilan
Au 12 avril 2019 :
- Total de matchs disputés : 1
- Victoires des Émirats arabes unis : 1
- Matchs nuls : 0
- Victoires de la Roumanie : 0
- Total de buts marqués par les Émirats arabes unis : 2
- Total de buts marqués par la Roumanie : 1

### Russie
|   | Date        | Lieu          | Match                        | Score | Compétition  |
| - | ----------- | ------------- | ---------------------------- | ----- | ------------ |
| 1 | 29 mai 1996 | Moscou Russie | Russie - Émirats arabes unis | 1-0   | Match amical |

#### Bilan
Au 12 avril 2019 :
- Total de matchs disputés : 1
- Victoires de l'équipe de Russie : 1
- Victoires de l'équipe des Émirats arabes unis : 0
- Matchs nuls : 0

## S

### Sénégal
| Date            | Lieu                | Match                         | Score | Compétition                        |
| --------------- | ------------------- | ----------------------------- | ----- | ---------------------------------- |
| 9 août 1982     | Kuala Lumpur        | Sénégal - Émirats arabes unis | 3-1   | Tournoi de Merdeka 1982 (1er tour) |
| 28 octobre 1994 | Émirats arabes unis | Émirats arabes unis - Sénégal | 3-2   | Match amical                       |

#### Bilan
Au 12 avril 2019 :
- Total de matchs disputés : 2
- Victoires de l'équipe des Émirats arabes unis : 1
- Victoires de l'équipe du Sénégal : 1
- Matchs nuls : 0

### Singapour

#### Confrontations
Confrontations entre les Émirats arabes unis et Singapour :
|   | Date              | Lieu      | Match                           | Score | Compétition                           |
| - | ----------------- | --------- | ------------------------------- | ----- | ------------------------------------- |
| 1 | 8 décembre 1984   | Singapour | Singapour - Émirats arabes unis | 0-1   | Coupe d'Asie des nations 1984 (gr. 2) |
| 2 | 25 novembre 1998  | Singapour | Singapour - Émirats arabes unis | 0-4   | Match amical                          |
| 3 | 8 octobre 2004    | Singapour | Singapour - Émirats arabes unis | 1-2   | Match amical                          |
| 4 | 12 septembre 2007 | Singapour | Singapour - Émirats arabes unis | 1-1   | Match amical                          |

#### Bilan
Au 12 avril 2019 :
- Total de matchs disputés : 4
- Victoires des Émirats arabes unis : 3
- Matchs nuls : 1
- Victoires de Singapour : 0
- Total de buts marqués par les Émirats arabes unis : 8
- Total de buts marqués par Singapour : 2

### Slovaquie
Liste des confrontations entre les Émirats arabes unis et la Slovaquie.
| Date           | Lieu    | Match                           | Score | Compétition                                             |
| -------------- | ------- | ------------------------------- | ----- | ------------------------------------------------------- |
| 2 février 1994 | Charjah | Émirats arabes unis - Slovaquie | 0-1   | Tournoi amical                                          |
| 22 mars 2018   | Bangkok | Émirats arabes unis - Slovaquie | 1-2   | Tournoi amical (Demi-finale de la King's Cup 2018 (en)) |

#### Bilan
Au 1er février 2022 :
- Total de matchs disputés : 2
- Victoires de l'équipe des Émirats arabes unis : 0
- Victoires de l'équipe de Slovaquie : 2
- Matchs nuls : 0

### Slovénie

#### Confrontations
Confrontations entre les Émirats arabes unis et la Slovénie :
|   | Date            | Lieu      | Match                          | Score | Compétition  |
| - | --------------- | --------- | ------------------------------ | ----- | ------------ |
| 1 | 21 mai 1996     | Ljubljana | Slovénie - Émirats arabes unis | 2-2   | Match amical |
| 2 | 19 février 2000 | Mascate   | Émirats arabes unis - Slovénie | 1-1   | Match amical |

#### Bilan
Au 1er février 2022 :
- Total de matchs disputés : 2
- Victoires des Émirats arabes unis : 0
- Matchs nuls : 2
- Victoires de la Slovénie : 0
- Total de buts marqués par les Émirats arabes unis : 3
- Total de buts marqués par la Slovénie : 3

### Sri Lanka

#### Confrontations
Confrontations entre le Sri Lanka et les Émirats arabes unis :
|   | Date             | Lieu      | Match                           | Score | Compétition                                                              |
| - | ---------------- | --------- | ------------------------------- | ----- | ------------------------------------------------------------------------ |
| 1 | 28 octobre 1984  | Djeddah   | Émirats arabes unis - Sri Lanka | 5-1   | Tour préliminaire à la Coupe d'Asie des nations 1984 (gr. 2)             |
| 2 | 8 avril 1993     | Tokyo     | Sri Lanka - Émirats arabes unis | 0-4   | Tours préliminaires à la Coupe du monde 1994 (zone Asie - gr. F)         |
| 3 | 28 avril 1993    | Dubaï     | Émirats arabes unis - Sri Lanka | 3-0   | Tours préliminaires à la Coupe du monde 1994 (zone Asie - gr. F)         |
| 4 | 29 novembre 1999 | Abou Dabi | Émirats arabes unis - Sri Lanka | 6-0   | Tour préliminaire à la Coupe d'Asie des nations 2000 (gr. 3)             |
| 5 | 2 avril 2001     |           | Émirats arabes unis - Sri Lanka | 6-0   | Match amical                                                             |
| 6 | 18 novembre 2003 | Dubaï     | Émirats arabes unis - Sri Lanka | 3-1   | Tour préliminaire à la Coupe d'Asie des nations 2004 (tour qualificatif) |
| 7 | 22 novembre 2003 | Dubaï     | Émirats arabes unis - Sri Lanka | 3-0   | Tour préliminaire à la Coupe d'Asie des nations 2004 (tour qualificatif) |
| 8 | 31 août 2019     | Riffa     | Émirats arabes unis - Sri Lanka | 5-1   | Match amical                                                             |

#### Bilan
Au 1er février 2022 :
- Total de matchs disputés : 8
- Victoires du Sri Lanka : 0
- Matchs nuls : 0
- Victoires des Émirats arabes unis : 8
- Total de buts marqués par le Sri Lanka : 3
- Total de buts marqués par les Émirats arabes unis : 35

### Suède

#### Confrontations
Confrontations entre les Émirats arabes unis et la Suède :
|   | Date            | Lieu  | Match                       | Score | Compétition  |
| - | --------------- | ----- | --------------------------- | ----- | ------------ |
| 1 | 14 février 1990 | Dubaï | Émirats arabes unis - Suède | 2-1   | Match amical |
| 2 | 17 février 1990 | Dubaï | Émirats arabes unis - Suède | 0-2   | Match amical |

#### Bilan
Au 12 avril 2019 :
- Total de matchs disputés : 2
- Victoires des Émirats arabes unis : 1
- Matchs nuls : 0
- Victoires de la Suède : 1
- Total de buts marqués par les Émirats arabes unis : 2
- Total de buts marqués par la Suède : 3

### Suisse
|   | Date             | Lieu    | Match                        | Score | Compétition  |
| - | ---------------- | ------- | ---------------------------- | ----- | ------------ |
| 1 | 26 janvier 1992  | Dubaï   | Émirats arabes unis - Suisse | 0-2   | Match amical |
| 2 | 6 septembre 1994 | Sion    | Suisse - Émirats arabes unis | 1-0   | Match amical |
| 3 | 23 février 2000  | Mascate | Émirats arabes unis - Suisse | 1-0   | Match amical |
| 4 | 9 février 2005   | Dubaï   | Émirats arabes unis - Suisse | 1-2   | Match amical |

#### Bilan
Au 12 avril 2019 :
- Total de matchs disputés : 4
- Victoires de l'équipe de Suisse : 3
- Victoires de l'équipe des Émirats arabes unis : 1
- Matchs nuls : 0

### Syrie

#### Confrontations
Confrontations entre les Émirats arabes unis et la Syrie :
|    | Date             | Lieu      | Match                       | Score | Compétition                                                                        |
| -- | ---------------- | --------- | --------------------------- | ----- | ---------------------------------------------------------------------------------- |
| 1  | 13 janvier 1979  | Abou Dabi | Émirats arabes unis - Syrie | 0-0   | Tour préliminaire à la Coupe d'Asie des nations 1980 (gr. 1)                       |
| 2  | 26 novembre 1996 |           | Émirats arabes unis - Syrie | 1-1   | Match amical                                                                       |
| 3  | 19 octobre 1998  |           | Émirats arabes unis - Syrie | 1-0   | Match amical                                                                       |
| 4  | 25 août 1999     | Amman     | Émirats arabes unis - Syrie | 2-2   | Jeux panarabes de 1999 (quart de finale)                                           |
| 5  | 7 novembre 2003  | Damas     | Syrie - Émirats arabes unis | 1-3   | Tour préliminaire à la Coupe d'Asie des nations 2004 (tour qualificatif)           |
| 6  | 14 novembre 2003 | Charjah   | Émirats arabes unis - Syrie | 3-1   | Tour préliminaire à la Coupe d'Asie des nations 2004 (tour qualificatif)           |
| 7  | 16 novembre 2005 |           | Syrie - Émirats arabes unis | 0-3   | Match amical                                                                       |
| 8  | 2 mai 2006       | Dubaï     | Émirats arabes unis - Syrie | 2-1   | Match amical                                                                       |
| 9  | 26 mars 2008     | Damas     | Syrie - Émirats arabes unis | 1-1   | Éliminatoires de la Coupe du monde 2010 (zone Asie, 3e tour)                       |
| 10 | 22 juin 2008     | Al-Aïn    | Émirats arabes unis - Syrie | 1-3   | Éliminatoires de la Coupe du monde 2010 (zone Asie, 3e tour)                       |
| 11 | 2 janvier 2011   | Al-Aïn    | Émirats arabes unis - Syrie | 2-0   | Match amical                                                                       |
| 12 | 5 juin 2016      | Bangkok   | Syrie - Émirats arabes unis | 1-0   | Tournoi amical (Match pour la 3e de la King's Cup 2016 (en))                       |
| 13 | 26 mars 2019     | Abou Dabi | Émirats arabes unis - Syrie | 0-0   | Match amical                                                                       |
| 14 | 7 septembre 2021 | Amman     | Syrie - Émirats arabes unis | 1-1   | Troisième tour des éliminatoires de la zone Asie de la Coupe du monde 2022 (gr. A) |
| 15 | 30 novembre 2021 | Doha      | Émirats arabes unis - Syrie | 2-1   | Coupe arabe de la FIFA 2021 (1er tour, groupe B)                                   |
| 16 | 27 janvier 2022  | Dubaï     | Émirats arabes unis - Syrie | 2-0   | Troisième tour des éliminatoires de la zone Asie de la Coupe du monde 2022 (gr. A) |

#### Bilan
Au 27 janvier 2022 :
- Total de matchs disputés : 16
- Victoires des Émirats arabes unis : 8
- Matchs nuls : 6
- Victoires de la Syrie : 2
- Total de buts marqués par les Émirats arabes unis : 24
- Total de buts marqués par la Syrie : 13

## T

### Tadjikistan
Liste des confrontations entre les Émirats arabes unis et la Tadjikistan.
|   | Date             | Lieu      | Match                             | Score           | Compétition                                        |
| - | ---------------- | --------- | --------------------------------- | --------------- | -------------------------------------------------- |
| 1 | 12 novembre 2020 | Dubaï     | Émirats arabes unis - Tadjikistan | 3-2             | Match amical                                       |
| 2 | 25 mars 2023     | Abou Dabi | Émirats arabes unis - Tadjikistan | 0-0             | Match amical                                       |
| 3 | 28 janvier 2024  | Al Rayyan | Tadjikistan - Émirats arabes unis | 1-1 (tab : 5-3) | Coupe d'Asie des nations 2024 (huitième de finale) |

#### Bilan
Au 29 janvier 2024 :
- Total de matchs disputés : 3
- Victoires de l'équipe des Émirats arabes unis : 1
- Victoires de l'équipe du Tadjikistan : 0
- Matchs nuls : 2

### Tchéquie
|   | Date             | Lieu   | Match                          | Score             | Compétition                              |
| - | ---------------- | ------ | ------------------------------ | ----------------- | ---------------------------------------- |
| 1 | 17 décembre 1997 | Riyad  | Tchéquie - Émirats arabes unis | 6-1               | Coupe des confédérations 1997 (Groupe B) |
| 2 | 15 novembre 2009 | Al-Aïn | Émirats arabes unis - Tchéquie | 0-0 (t.a.b : 3-2) | Match amical                             |

#### Bilan
Au 12 avril 2019 :
- Total de matchs disputés : 2
- Victoire des Émirats arabes unis : 0
- Victoire de la Tchéquie : 1
- Matchs nuls : 1

### Thaïlande

#### Confrontations
Confrontations entre les Émirats arabes unis et la Thaïlande :
|    | Date              | Lieu      | Match                           | Score | Compétition                                                                       |
| -- | ----------------- | --------- | ------------------------------- | ----- | --------------------------------------------------------------------------------- |
| 1  | 25 septembre 1986 | Daegu     | Émirats arabes unis - Thaïlande | 2-1   | Jeux asiatiques de 1986 (gr. A)                                                   |
| 2  | 19 juin 1988      | Abou Dabi | Émirats arabes unis - Thaïlande | 3-0   | Tour préliminaire à la Coupe d'Asie des nations 1988 (gr. 1)                      |
| 3  | 13 avril 1993     | Tokyo     | Émirats arabes unis - Thaïlande | 1-0   | Tours préliminaires à la Coupe du monde 1994 (zone Asie - gr. F)                  |
| 4  | 30 avril 1993     | Dubaï     | Émirats arabes unis - Thaïlande | 2-1   | Tours préliminaires à la Coupe du monde 1994 (zone Asie - gr. F)                  |
| 5  | 18 février 2004   | Al-Aïn    | Émirats arabes unis - Thaïlande | 1-0   | Phase qualificative de la Coupe du monde 2006 (zone Asie, 1er tour)               |
| 6  | 13 octobre 2004   | Bangkok   | Thaïlande - Émirats arabes unis | 3-0   | Phase qualificative de la Coupe du monde 2006 (zone Asie, 1er tour)               |
| 7  | 3 octobre 2007    | Bangkok   | Thaïlande - Émirats arabes unis | 1-1   | Match amical                                                                      |
| 8  | 6 octobre 2016    | Abou Dabi | Émirats arabes unis - Thaïlande | 3-1   | Éliminatoires de la Coupe du monde 2018 (zone Asie, 3e tour - gr. B)              |
| 9  | 13 juin 2017      | Bangkok   | Thaïlande - Émirats arabes unis | 1-1   | Éliminatoires de la Coupe du monde 2018 (zone Asie, 3e tour - gr. B)              |
| 10 | 14 janvier 2019   | Al-Aïn    | Émirats arabes unis - Thaïlande | 1-1   | Coupe d'Asie des Nations 2019 (gr. A)                                             |
| 11 | 15 octobre 2019   | Bangkok   | Thaïlande - Émirats arabes unis | 2-1   | Deuxième tour des éliminatoires de la zone Asie de la Coupe du monde 2022 (gr. G) |
| 12 | 7 juin 2021       | Dubaï     | Émirats arabes unis - Thaïlande | 3-1   | Deuxième tour des éliminatoires de la zone Asie de la Coupe du monde 2022 (gr. G) |
| 13 | 28 mars 2023      | Abou Dabi | Émirats arabes unis - Thaïlande | 2-0   | Match amical                                                                      |

#### Bilan
Au 28 mars 2023 :
- Total de matchs disputés : 13
- Victoires des Émirats arabes unis : 8
- Matchs nuls : 3
- Victoires de la Thaïlande : 2
- Total de buts marqués par les Émirats arabes unis : 21
- Total de buts marqués par la Thaïlande : 12

### Timor oriental

#### Confrontations
Confrontations entre les Émirats arabes unis et le Timor oriental :
|   | Date             | Lieu      | Match                                | Score | Compétition                                                 |
| - | ---------------- | --------- | ------------------------------------ | ----- | ----------------------------------------------------------- |
| 1 | 16 juin 2015     | Shah Alam | Timor oriental - Émirats arabes unis | 0-1   | Éliminatoires de la Coupe d'Asie des nations 2019 (2e tour) |
| 2 | 12 novembre 2015 | Abou Dabi | Émirats arabes unis - Timor oriental | 8-0   | Éliminatoires de la Coupe d'Asie des nations 2019 (2e tour) |

#### Bilan
Au 11 avril 2019 :
- Total de matchs disputés : 2
- Victoires des Émirats arabes unis : 2
- Matchs nuls : 0
- Victoires du Timor oriental : 0
- Total de buts marqués par les Émirats arabes unis : 9
- Total de buts marqués par le Timor oriental : 0

### Togo

#### Confrontations
Confrontations entre les Émirats arabes unis et le Togo :
|   | Date             | Lieu  | Match                      | Score | Compétition  |
| - | ---------------- | ----- | -------------------------- | ----- | ------------ |
| 1 | 10 octobre 1997  |       | Émirats arabes unis - Togo | 3-0   | Match amical |
| 2 | 21 novembre 2007 | Accra | Émirats arabes unis - Togo | 0-5   | Match amical |

#### Bilan
Au 12 avril 2019 :
- Total de matchs disputés : 2
- Victoires des Émirats arabes unis : 1
- Matchs nuls : 0
- Victoires du Togo : 1
- Total de buts marqués par les Émirats arabes unis : 3
- Total de buts marqués par le Togo : 5

### Trinité-et-Tobago

#### Confrontations
Confrontations entre les Émirats arabes unis et Trinité-et-Tobago en matchs officiels :
|   | Date             | Lieu   | Match                                   | Score           | Compétition  |
| - | ---------------- | ------ | --------------------------------------- | --------------- | ------------ |
| 1 | 5 septembre 2013 | Riyad  | Émirats arabes unis - Trinité-et-Tobago | 3-3 (tab : 7-6) | Match amical |
| 2 | 6 septembre 2018 | Gérone | Trinité-et-Tobago - Émirats arabes unis | 2-0             | Match amical |

#### Bilan
Au 7 septembre 2018 :
- Total de matchs disputés : 2
- Victoires des Émirats arabes unis : 0
- Matchs nuls : 1
- Victoires de Trinité-et-Tobago : 1
- Total de buts marqués par les Émirats arabes unis : 3
- Total de buts marqués par Trinité-et-Tobago : 5

### Tunisie

#### Confrontations
Confrontations entre les Émirats arabes unis et la Tunisie :
|   | Date            | Lieu      | Match                         | Score | Compétition                                      |
| - | --------------- | --------- | ----------------------------- | ----- | ------------------------------------------------ |
| 1 | 16 octobre 1999 | Tunis     | Tunisie - Émirats arabes unis | 1-0   | Match amical                                     |
| 2 | 17 octobre 2007 | Abou Dabi | Émirats arabes unis - Tunisie | 0-1   | Match amical                                     |
| 3 | 6 décembre 2021 | Doha      | Tunisie - Émirats arabes unis | 1-0   | Coupe arabe de la FIFA 2021 (1er tour, groupe B) |

#### Bilan
Au 6 décembre 2021 :
- Total de matchs disputés : 3
- Victoires des Émirats arabes unis : 0
- Matchs nuls : 0
- Victoires de la Tunisie : 3
- Total de buts marqués par les Émirats arabes unis : 0
- Total de buts marqués par la Tunisie : 3

### Turkménistan

#### Confrontations
Confrontations entre le Turkménistan et les Émirats arabes unis :
|   | Date            | Lieu      | Match                              | Score | Compétition                                                              |
| - | --------------- | --------- | ---------------------------------- | ----- | ------------------------------------------------------------------------ |
| 1 | 30 octobre 1999 | Abou Dabi | Émirats arabes unis - Turkménistan | 3-1   | Match amical                                                             |
| 2 | 19 octobre 2003 | Achgabat  | Turkménistan - Émirats arabes unis | 1-0   | Tour préliminaire à la Coupe d'Asie des nations 2004 (tour qualificatif) |
| 3 | 30 octobre 2003 | Charjah   | Émirats arabes unis - Turkménistan | 1-1   | Tour préliminaire à la Coupe d'Asie des nations 2004 (tour qualificatif) |
| 4 | 5 novembre 2015 | Abou Dabi | Émirats arabes unis - Turkménistan | 5-1   | Match amical                                                             |

#### Bilan
Au 12 avril 2019 :
- Total de matchs disputés : 4
- Victoires du Turkménistan : 1
- Matchs nuls : 1
- Victoires des Émirats arabes unis : 2
- Total de buts marqués par le Turkménistan : 4
- Total de buts marqués par les Émirats arabes unis : 9

## U

### Ukraine

#### Confrontations
Confrontations entre les Émirats arabes unis et l'Ukraine :
|   | Date         | Lieu    | Match                         | Score | Compétition  |
| - | ------------ | ------- | ----------------------------- | ----- | ------------ |
| 1 | 27 août 1994 | Grassau | Ukraine - Émirats arabes unis | 1-1   | Match amical |

#### Bilan
Au 12 avril 2019 :
- Total de matchs disputés : 1
- Victoires des Émirats arabes unis : 0
- Matchs nuls : 1
- Victoires de l'Ukraine : 0
- Total de buts marqués par les Émirats arabes unis : 1
- Total de buts marqués par l'Ukraine : 1

### Uruguay
|   | Date             | Lieu  | Match                         | Score | Compétition                           |
| - | ---------------- | ----- | ----------------------------- | ----- | ------------------------------------- |
| 1 | 13 décembre 1997 | Riyad | Uruguay - Émirats arabes unis | 2-0   | Coupe des confédérations 1997 (gr. B) |

#### Bilan
Au 21 juillet 2018 :
- Total de matchs disputés : 1
- Victoire de l'équipe des Émirats arabes unis : 0
- Victoire de l'équipe d'Uruguay : 1
- Matchs nuls : 0

## V

### Venezuela

#### Confrontations
Confrontations entre les Émirats arabes unis et le Venezuela en matchs officiels :
|   | Date              | Lieu            | Match                           | Score | Compétition  |
| - | ----------------- | --------------- | ------------------------------- | ----- | ------------ |
| 1 | 16 octobre 2018   | Barcelone       | Émirats arabes unis - Venezuela | 0-2   | Match amical |
| 2 | 27 septembre 2022 | Wiener Neustadt | Émirats arabes unis - Venezuela | 0-4   | Match amical |

#### Bilan
Au 28 septembre 2022 :
- Total de matchs disputés : 2
- Victoires des Émirats arabes unis : 0
- Matchs nuls : 0
- Victoires du Venezuela : 2
- Total de buts marqués par les Émirats arabes unis : 0
- Total de buts marqués par le Venezuela : 6

### Viêt Nam

#### Confrontations
Confrontations entre le Viêt Nam et les Émirats arabes unis :
|   | Date             | Lieu      | Match                          | Score | Compétition                                                                       |
| - | ---------------- | --------- | ------------------------------ | ----- | --------------------------------------------------------------------------------- |
| 1 | 8 juillet 2007   | Hanoi     | Viêt Nam - Émirats arabes unis | 2-0   | Coupe d'Asie des nations 2007 (gr. B)                                             |
| 2 | 8 octobre 2007   | Hanoi     | Viêt Nam - Émirats arabes unis | 0-1   | Éliminatoires de la Coupe du monde 2010 (zone Asie, 1er tour)                     |
| 3 | 28 octobre 2007  | Abou Dabi | Émirats arabes unis - Viêt Nam | 5-0   | Éliminatoires de la Coupe du monde 2010 (zone Asie, 1er tour)                     |
| 4 | 6 février 2013   | Hanoi     | Viêt Nam - Émirats arabes unis | 1-2   | Éliminatoires de la Coupe d'Asie des nations 2015 (gr. E)                         |
| 5 | 19 novembre 2013 | Abou Dabi | Émirats arabes unis - Viêt Nam | 5-0   | Éliminatoires de la Coupe d'Asie des nations 2015 (gr. E)                         |
| 6 | 14 novembre 2019 | Hanoï     | Viêt Nam - Émirats arabes unis | 1-0   | Deuxième tour des éliminatoires de la zone Asie de la Coupe du monde 2022 (gr. G) |
| 7 | 15 juin 2021     | Dubaï     | Émirats arabes unis - Viêt Nam | 3-2   | Deuxième tour des éliminatoires de la zone Asie de la Coupe du monde 2022 (gr. G) |

#### Bilan
Au 12 novembre 2021 :
- Total de matchs disputés : 7
- Victoires du Viêt Nam : 2
- Matchs nuls : 0
- Victoires des Émirats arabes unis : 5
- Total de buts marqués par le Viêt Nam : 6
- Total de buts marqués par les Émirats arabes unis : 16

## Y

### Yémen

#### Confrontations
Confrontations entre le Yémen du Nord puis le Yémen et les Émirats arabes unis :
|    | Date             | Lieu       | Match                               | Score | Compétition                                                                       |
| -- | ---------------- | ---------- | ----------------------------------- | ----- | --------------------------------------------------------------------------------- |
| 1  | 11 août 1985     | Casablanca | Yémen du Nord - Émirats arabes unis | 2-1   | Jeux panarabes de 1985 (gr. B)                                                    |
| 2  | 17 juin 1988     | Abou Dabi  | Émirats arabes unis - Yémen du Nord | 2-1   | Tour préliminaire à la Coupe d'Asie des nations 1988 (gr. 1)                      |
| 3  | 11 mai 2001      | Sanaa      | Yémen - Émirats arabes unis         | 2-1   | Tour préliminaire à la Coupe du monde 2002 (zone Asie, 1er tour)                  |
| 4  | 18 mai 2001      | Al-Aïn     | Émirats arabes unis - Yémen         | 3-2   | Tour préliminaire à la Coupe du monde 2002 (zone Asie, 1er tour)                  |
| 5  | 11 janvier 2004  | Koweït     | Yémen - Émirats arabes unis         | 0-3   | Coupe du Golfe des nations 2003 (en)                                              |
| 6  | 9 juin 2004      | Al-Aïn     | Émirats arabes unis - Yémen         | 3-0   | Phase qualificative de la Coupe du monde 2006 (zone Asie, 1er tour)               |
| 7  | 8 septembre 2004 | Sanaa      | Yémen - Émirats arabes unis         | 3-1   | Phase qualificative de la Coupe du monde 2006 (zone Asie, 1er tour)               |
| 8  | 20 janvier 2007  | Abou Dabi  | Émirats arabes unis - Yémen         | 2-1   | Coupe du Golfe des nations 2007 (en) (gr. B)                                      |
| 9  | 5 janvier 2009   | Mascate    | Émirats arabes unis - Yémen         | 3-1   | Coupe du Golfe des nations 2009 (gr. B)                                           |
| 10 | 25 décembre 2012 | Doha       | Émirats arabes unis - Yémen         | 2-0   | Match amical                                                                      |
| 11 | 29 décembre 2012 | Doha       | Émirats arabes unis - Yémen         | 3-1   | Match amical                                                                      |
| 12 | 20 novembre 2018 | Dubaï      | Émirats arabes unis - Yémen         | 2-0   | Match amical                                                                      |
| 13 | 26 novembre 2019 | Doha       | Émirats arabes unis - Yémen         | 3-0   | 1er tour de la Coupe du Golfe 2019 (en)                                           |
| 14 | 21 mars 2024     | Abou Dabi  | Émirats arabes unis - Yémen         | 2-1   | Deuxième tour des éliminatoires de la zone Asie de la Coupe du monde 2026 (gr. H) |
| 15 | 26 mars 2024     | Khobar     | Yémen - Émirats arabes unis         | 0-3   | Deuxième tour des éliminatoires de la zone Asie de la Coupe du monde 2026 (gr. H) |

#### Bilan
Au 28 mars 2024 :
- Total de matchs disputés : 15
- Victoires du Yémen du Nord puis du Yémen : 3
- Matchs nuls : 0
- Victoires des Émirats arabes unis : 12
- Total de buts marqués par le Yémen du Nord puis le Yémen : 14
- Total de buts marqués par les Émirats arabes unis : 34

### Yougoslavie
| Date         | Lieu    | Match                             | Score | Compétition                    |
| ------------ | ------- | --------------------------------- | ----- | ------------------------------ |
| 19 juin 1990 | Bologne | Yougoslavie - Émirats arabes unis | 4-1   | Coupe du monde 1990 (Groupe D) |

#### Bilan
- Total de matchs disputés : 1
- Victoires de l'Équipe de Yougoslavie : 1
- Victoires de l'Équipe des Émirats arabes unis : 0
- Matchs nuls : 0

## Tableau récapitulatif
| Pays                   | J  | G  | N  | P  | Bp | Bc | Diff | Premier match                           | Dernier match                      |
| ---------------------- | -- | -- | -- | -- | -- | -- | ---- | --------------------------------------- | ---------------------------------- |
| Afrique du Sud         | 1  | 1  | 0  | 0  | 1  | 0  | 1    | 15/12/1997 (1-0) à Riyad                |                                    |
| Algérie                | 6  | 2  | 2  | 2  | 4  | 3  | 1    | 05/08/1985 (1-0) à Settat               | 05/06/2010 (0-1) à Fuerth          |
| Allemagne              | 3  | 0  | 0  | 3  | 3  | 14 | -11  | 15/06/1990 (1-5) à Milan                | 02/06/2009 (2-7) à Dubaï           |
| Andorre                | 1  | 0  | 1  | 0  | 0  | 0  | 0    | 18/08/2018 (0-0) à Grödig               |                                    |
| Angola                 | 1  | 0  | 0  | 1  | 0  | 2  | -2   | 12/10/2010 (0-2) à Abou Dabi            |                                    |
| Arabie saoudite        | 40 | 8  | 10 | 22 | 28 | 57 | -29  | 19/03/1972 (0-4) à Riyad                | 21/03/2019 (2-1) à Abou Dabi       |
| Argentine              | 1  | 0  | 0  | 1  | 0  | 5  | -5   | 16/11/2022 (0-5) à Abou Dabi            |                                    |
| Arménie                | 1  | 0  | 0  | 1  | 3  | 4  | -1   | 27/05/2014 (3-4) à Carouge              |                                    |
| Australie              | 7  | 1  | 2  | 4  | 2  | 7  | -5   | 05/01/2011 (0-0) à Al-Aïn               | 07/06/2022 (1-2) à Al Rayyan       |
| Azerbaïdjan            | 1  | 0  | 1  | 0  | 3  | 3  | 0    | 14/12/2003 (3-3) à Dubaï                |                                    |
| Bahreïn                | 32 | 15 | 6  | 11 | 58 | 44 | 14   | 18/03/1974 (4-0) à Koweït               | 11/06/2024 (1-1) à Dubaï           |
| Bangladesh             | 5  | 5  | 0  | 0  | 21 | 1  | 20   | 21/06/1988 (4-0) à Abou Dabi            | 18/03/2016 (6-1) à Abou Dabi       |
| Biélorussie            | 2  | 1  | 0  | 1  | 3  | 3  | 0    | 20/08/1996 (1-0) à Fürth                | 22/11/2004 (2-3) à Dubaï           |
| Bénin                  | 2  | 0  | 1  | 1  | 0  | 1  | -1   | 23/09/2005 (0-0) à Dubaï                | 17/11/2007 (0-1) à Accra           |
| Birmanie               | 2  | 2  | 0  | 0  | 3  | 0  | 3    | 05/10/1994 (2-0) à Hiroshima            | 28/03/2015 (1-0) à Abou Dabi       |
| Bolivie                | 1  | 0  | 1  | 0  | 0  | 0  | 0    | 16/11/2018 (0-0) à Dubaï                |                                    |
| Brésil                 | 1  | 0  | 0  | 1  | 0  | 8  | -8   | 12/11/2005 (0-8) à Abou Dabi            |                                    |
| Brunei                 | 2  | 2  | 0  | 0  | 16 | 0  | 16   | 14/04/2001 (12-0) à Bandar Seri Begawan | 04/05/2001 (4-1) à Al-Aïn          |
| Bulgarie               | 6  | 1  | 0  | 5  | 4  | 14 | -10  | 23/01/1988 (0-3) à Doha                 | 02/06/1996 (1-4) à Sofia           |
| Chili                  | 1  | 0  | 0  | 1  | 0  | 2  | -2   | 09/10/2010 (0-2) à Abou Dabi            |                                    |
| Chine                  | 9  | 1  | 4  | 4  | 6  | 15 | -9   | 11/12/1984 (0-5) à Singapour            | 06/10/2011 (1-2) à Shenzhen        |
| Colombie               | 1  | 0  | 0  | 1  | 0  | 2  | -2   | 09/06/1990 (0-2) à Bologne              |                                    |
| Corée du Nord          | 12 | 4  | 5  | 3  | 11 | 12 | -1   | 12/10/1989 (0-0) à Singapour            | 25/03/2025 (2-1) à Riyad           |
| Corée du Sud           | 22 | 3  | 5  | 14 | 16 | 41 | -25  | 24/09/1980 (1-4) à Koweït               | 29/03/2022 (1-0) à Dubaï           |
| Costa Rica             | 1  | 1  | 0  | 0  | 4  | 1  | 3    | 12/09/2023 (4-1) à Zaprešić             |                                    |
| Danemark               | 2  | 1  | 1  | 0  | 2  | 1  | 3    | 05/02/1990 (1-1) à Dubaï                | 08/02/2001 (1-0) à Dubaï           |
| Égypte                 | 5  | 0  | 2  | 3  | 2  | 5  | -3   | 06/02/1994 (0-1) à Dubaï                | 31/07/2005 (0-0) à Genève          |
| Estonie                | 2  | 1  | 1  | 0  | 4  | 3  | 1    | 01/01/1999 (2-2) à Abou Dabi            | 14/11/2012 (2-1) à Abou Dabi       |
| Finlande               | 1  | 0  | 1  | 0  | 1  | 1  | 0    | 12/02/1990 (1-1) à Dubaï                |                                    |
| Gabon                  | 1  | 0  | 0  | 1  | 0  | 1  | -1   | 25/03/2018 (0-1) à Bangkok              |                                    |
| Gambie                 | 1  | 0  | 1  | 0  | 1  | 1  | 0    | 29/05/2022 (1-1) à Dubaï                |                                    |
| Géorgie                | 1  | 1  | 0  | 0  | 1  | 0  | 1    | 03/06/2014 (1-0) à Yverdon-les-Bains    |                                    |
| Haïti                  | 1  | 0  | 0  | 1  | 0  | 1  | -1   | 10/11/2017 (0-1) à Al-Aïn               |                                    |
| Honduras               | 1  | 0  | 1  | 0  | 1  | 1  | 0    | 11/10/2018 (1-1) à Barcelone            |                                    |
| Hong Kong              | 4  | 3  | 1  | 0  | 12 | 2  | 10   | 12/11/2000 (1-1) à Abou Dabi            | 14/01/2024 (3-1) à Doha            |
| Hongrie                | 2  | 0  | 0  | 2  | 1  | 6  | -5   | 28/05/1990 (0-3) à Nîmes                | 14/08/1996 (1-3) à Siófok          |
| Inde                   | 11 | 8  | 1  | 2  | 27 | 6  | 21   | 05/09/1981 (0-2) à Kuala Lumpur         | 29/03/2021 (6-0) à Dubaï           |
| Indonésie              | 6  | 4  | 1  | 1  | 18 | 8  | 10   | 02/09/1981 (2-5) à Kuala Lumpur         | 11/06/2021 (5-0) à Dubaï           |
| Irak                   | 30 | 7  | 12 | 11 | 30 | 41 | -11  | 20/08/1973 (1-3) à Benghazi             | 24/03/2022 (0-1) à Riyad           |
| Iran                   | 21 | 1  | 3  | 17 | 5  | 31 | -26  | 05/08/1980 (0-2) à Al-Aïn               | 20/03/2025 (0-2) à Téhéran         |
| Islande                | 3  | 1  | 0  | 2  | 2  | 3  | -1   | 02/03/1992 (0-1) à Dubaï                | 16/01/2016 (2-1) à Abou Dabi       |
| Japon                  | 20 | 5  | 9  | 6  | 18 | 22 | -4   | 08/09/1981 (2-3) à Kuala Lumpur         | 23/03/2017 (0-2) à Al-Aïn          |
| Jordanie               | 16 | 10 | 3  | 3  | 26 | 14 | 12   | 15/01/1988 (1-0) à Manama               | 24/05/2021 (5-1) à Dubaï           |
| Kazakhstan             | 4  | 3  | 0  | 1  | 11 | 6  | 5    | 12/09/1997 (4-0) à Abou Dabi            | 19/11/2022 (2-1) à Abou Dabi       |
| Kenya                  | 1  | 0  | 1  | 0  | 2  | 2  | 0    | 21/12/2003 (2-2) à Abou Dabi            |                                    |
| Kirghizistan           | 4  | 3  | 1  | 0  | 8  | 3  | 5    | 21/01/2019 (3-2) à Abou Dabi            | 10/06/2025 (1-1) à Bichkek         |
| Koweït                 | 46 | 17 | 8  | 21 | 51 | 81 | -30  | 22/03/1972 (0-7) à Riyad                | 24/12/2024 (1-2) à Koweït          |
| Laos                   | 3  | 3  | 0  | 0  | 9  | 0  | 9    | 05/10/2013 (2-0) à Shenzhen             | 11/09/2018 (3-0) à Palamós         |
| Liban                  | 15 | 10 | 4  | 1  | 27 | 14 | 13   | 11/01/1979 (1-1) à Abou Dabi            | 17/10/2023 (2-1) à Dubaï           |
| Libye                  | 3  | 1  | 1  | 1  | 6  | 3  | 3    | 16/09/1998 (5-1) à Dubaï                | 02/12/2005 (1-1) à Charjah         |
| Lituanie               | 1  | 0  | 1  | 0  | 1  | 1  | 0    | 03/09/2014 (1-1) à Linz                 |                                    |
| Malaisie               | 10 | 8  | 0  | 2  | 28 | 6  | 22   | 20/09/1980 (0-2) à Koweït               | 03/06/2021 (4-0) à Dubaï           |
| Malte                  | 2  | 0  | 2  | 0  | 1  | 1  | 0    | 13/11/1996 (1-1) à Abou Dabi            | 15/11/1996 (0-0) à Abou Dabi       |
| Maroc                  | 3  | 1  | 2  | 0  | 3  | 2  | 1    | 04/02/1994 (1-1) à Dubaï                | 14/02/2001 (1-1) à Dubaï           |
| Mauritanie             | 1  | 1  | 0  | 0  | 1  | 0  | 1    | 03/12/2021 (1-0) à Doha                 |                                    |
| Moldavie               | 1  | 1  | 0  | 0  | 3  | 2  | 1    | 29/05/2010 (3-2) à Anif                 |                                    |
| Népal                  | 3  | 3  | 0  | 0  | 19 | 0  | 19   | 26/10/1984 (11-0) à Djeddah             | 06/06/2024 (4-0) à Dammam          |
| Norvège                | 3  | 0  | 2  | 1  | 2  | 5  | -3   | 10/09/1981 (1-4) à Charjah              | 27/08/2014 (0-0) à Stavanger       |
| Nouvelle-Zélande       | 2  | 2  | 0  | 0  | 3  | 0  | 3    | 10/09/1981 (1-0) à Kuala Lumpur         | 09/09/2013 (2-0) à Riyad           |
| Oman                   | 34 | 15 | 13 | 6  | 45 | 24 | 21   | 10/04/1976 (1-1) à Doha                 | 27/12/2024 (1-1) à Koweït          |
| Ouzbékistan            | 17 | 7  | 5  | 5  | 19 | 18 | 1    | 19/11/1996 (4-2) à Abou Dabi            | 05/06/2025 (0-0) à Abou Dabi       |
| Pakistan               | 5  | 5  | 0  | 0  | 17 | 4  | 13   | 21/09/1986 (1-0) à Daegu                | 15/11/2006 (3-2) à Abou Dabi       |
| Palestine              | 6  | 2  | 3  | 1  | 7  | 3  | 4    | 23/08/1999 (0-1) à Irbid                | 18/01/2024 (1-1) à Al Wakrah       |
| Paraguay               | 2  | 0  | 1  | 1  | 0  | 1  | -1   | 07/09/2014 (0-0) à Villach              | 23/09/2022 (0-1) à Wiener Neustadt |
| Pérou                  | 1  | 0  | 1  | 0  | 0  | 0  | 0    | 24/05/2005 (0-0) à Toyota               |                                    |
| Pologne                | 3  | 0  | 0  | 3  | 2  | 10 | -8   | 21/05/1990 (0-4) à Marseille            | 06/12/2006 (2-5) à Abou Dabi       |
| Qatar                  | 35 | 11 | 10 | 14 | 44 | 48 | -4   | 17/03/1972 (1-0) à Riyad                | 21/12/2024 (1-1) à Koweït          |
| République dominicaine | 1  | 1  | 0  | 0  | 4  | 0  | 4    | 30/08/2019 (4-0) à Riffa                |                                    |
| Roumanie               | 1  | 1  | 0  | 0  | 2  | 1  | 1    | 18/09/1996 (2-1) à Bucarest             |                                    |
| Russie                 | 1  | 0  | 0  | 1  | 0  | 1  | -1   | 29/05/1996 (0-1) à Moscou               |                                    |
| Sénégal                | 4  | 1  | 2  | 1  | 7  | 8  | -1   | 09/08/1982 (1-3) à Kuala Lumpur         | 28/10/1994 (3-2) à Abou Dabi       |
| Singapour              | 4  | 3  | 1  | 0  | 8  | 2  | 6    | 08/12/1984 (1-0) à Singapour            | 12/09/2007 (1-1) à Singapour       |
| Slovaquie              | 3  | 0  | 0  | 3  | 2  | 5  | -3   | 02/02/1994 (0-1) à Charjah              | 22/03/2018 (1-2) à Bangkok         |
| Slovénie               | 2  | 0  | 2  | 0  | 3  | 3  | 0    | 21/05/1996 (2-2) à Ljubljana            | 19/02/2000 (1-1) à Mascate         |
| Soudan                 | 3  | 3  | 0  | 0  | 8  | 2  | 6    | 27/09/1998 (4-1) à Doha                 | 18/11/2007 (2-0) à Port-Saïd       |
| Sri Lanka              | 8  | 8  | 0  | 0  | 35 | 3  | 32   | 28/10/1984 (5-1) à Djeddah              | 31/08/2019 (5-1) à Riffa           |
| Suède                  | 2  | 1  | 0  | 1  | 2  | 3  | -1   | 14/02/1990 (2-1) à Dubaï                | 17/02/1990 (0-2) à Dubaï           |
| Suisse                 | 4  | 1  | 0  | 3  | 2  | 5  | -3   | 29/01/1992 (0-2) à Dubaï                | 09/02/2005 (1-2) à Dubaï           |
| Syrie                  | 16 | 8  | 6  | 2  | 24 | 13 | 11   | 13/01/1979 (0-0) à Abou Dabi            | 27/01/2022 (2-0) à Dubaï           |
| Tadjikistan            | 3  | 1  | 2  | 0  | 4  | 3  | 1    | 12/11/2020 (3-2) à Dubaï                | 28/01/2024 (1-1) à Al Rayyan       |
| Tchéquie               | 2  | 0  | 1  | 1  | 1  | 6  | -5   | 17/12/1997 (1-6) à Riyad                | 15/11/2009 (0-0) à Al-Aïn          |
| Thaïlande              | 13 | 8  | 3  | 2  | 21 | 12 | 9    | 23/09/1986 (2-1) à Daegu                | 28/03/2023 (2-0) à Abou Dabi       |
| Timor oriental         | 2  | 2  | 0  | 0  | 9  | 0  | 9    | 16/06/2015 (1-0) à Shah Alam            | 12/11/2015 (8-0) à Abou Dabi       |
| Togo                   | 2  | 1  | 0  | 1  | 3  | 5  | -2   | 10/10/1997 (3-0) à Abou Dabi            | 21/11/2007 (0-5) à Accra           |
| Trinité-et-Tobago      | 1  | 0  | 0  | 1  | 0  | 2  | -2   | 06/09/2018 (0-2) à Gérone               |                                    |
| Tunisie                | 6  | 0  | 0  | 6  | 2  | 12 | -10  | 19/12/1975 (0-3) à Tunis                | 06/12/2021 (0-1) à Doha            |
| Turkménistan           | 4  | 2  | 1  | 1  | 9  | 4  | 5    | 30/10/1999 (3-1) à Abou Dabi            | 05/11/2015 (5-1) à Abou Dabi       |
| Ukraine                | 1  | 0  | 1  | 0  | 1  | 1  | 0    | 27/08/1994 (1-1) à Grassau              |                                    |
| Uruguay                | 1  | 0  | 0  | 1  | 0  | 2  | -2   | 13/12/1997 (0-2) à Riyad                |                                    |
| Venezuela              | 2  | 0  | 0  | 2  | 0  | 6  | -6   | 16/10/2018 (0-2) à Barcelone            | 27/09/2022 (0-4) à Wiener Neustadt |
| Viêt Nam               | 7  | 5  | 0  | 2  | 16 | 6  | 10   | 08/07/2007 (0-2) à Hanoï                | 15/06/2021 (3-2) à Dubaï           |
| Yémen                  | 14 | 11 | 0  | 3  | 32 | 11 | 21   | 11/08/1985 (1-2) à Casablanca           | 26/03/2024 (3-0) à Khobar          |
| Yougoslavie            | 1  | 0  | 0  | 1  | 1  | 4  | -3   | 19/06/1990 (1-4) à Bologne              |                                    |